# Королевский артиллерийский завод Ла-Кавады

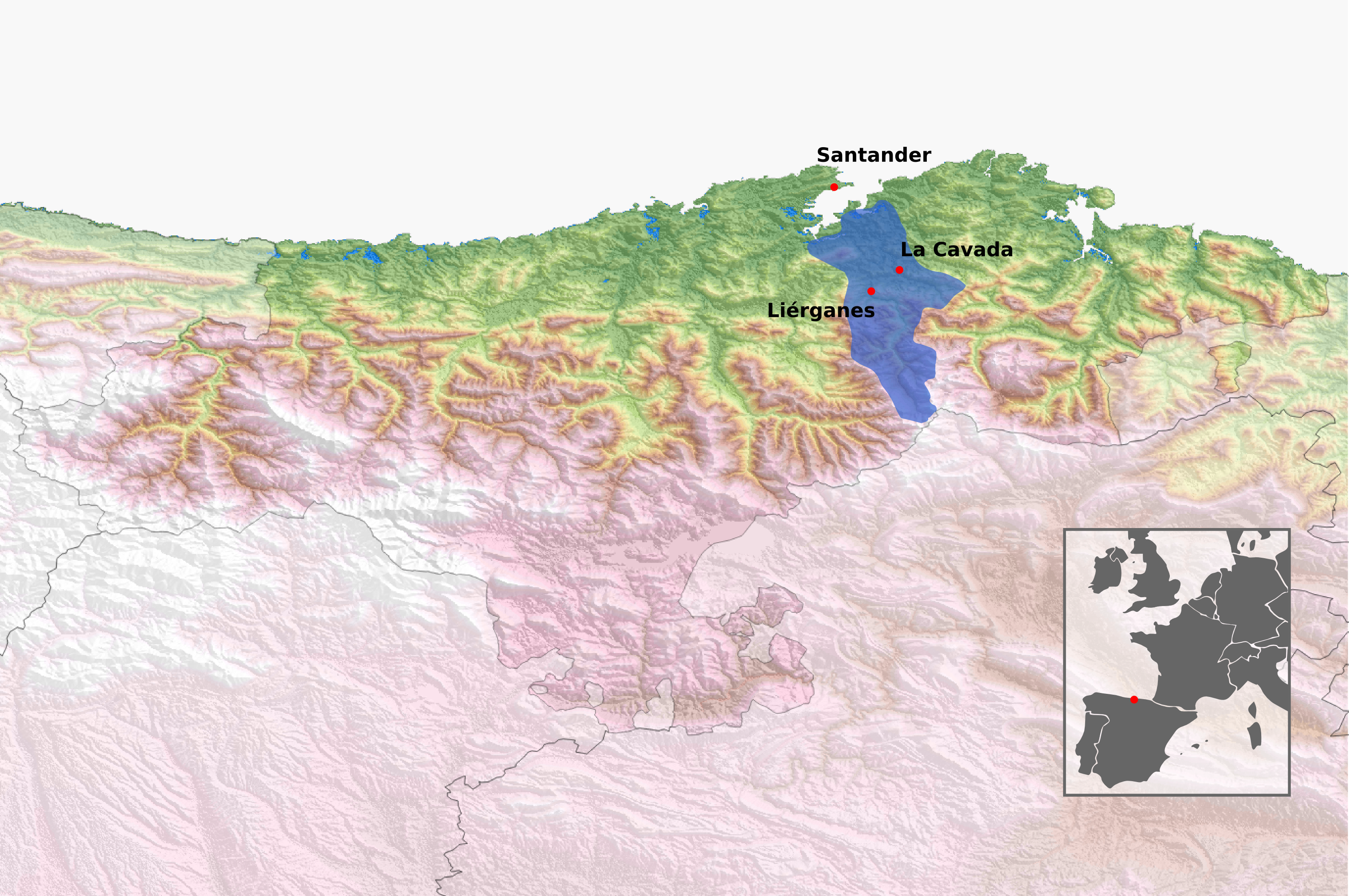
Местоположение Королевских артиллерийских заводов в Льерганесе и Ла-Каваде. Синяя зона обозначает долину реки Мьеры, играющую важную роль в функционировании обоих объектов.

Название Королевский артиллерийский завод Ла-Кавады обозначает важные заводские и горнопромышленные объекты, расположенные у населённых пунктов Льерганес и Ла-Кавада в муниципальных округах Льерганес и Риотуэрто (Испания). Будучи первыми металлургическими и оружейными мануфактурами страны, они на протяжении двух веков (с 1622 по 1835) изготовляли из железа артиллерийские орудия и боеприпасы для вооружённых сил Испанской империи и обеспечивали её власть над морями.
Развитие артиллерии в XV веке и её эффективность на поле боя в Европе приблизило технологическую революцию и ускорило гонку вооружений между державами континента. Начиная с конца XVI века, ввиду того, что наземное противостояние показывало с каждым разом все большие ограничения, ведущие державы стали чаще искать преимущество в развитии флота и совершенствовании военного искусства. В этот период появляются первые государственные военно-морские силы, способные сражаться вдали от метрополий. Вскоре становится ясно, что только те государства, которые будут в состоянии обеспечить свои корабли тысячами пушек, удержат свои позиции на основных морских торговых путях и смогут властвовать на просторах океанов, которые с этого момента становятся главным театром военных действий.
Эти стратегические перемены на мировой военной арене и нововведения в военном искусстве затрагивают и Испанию. Центром военно-морской революции становится артиллерия — пушка позволяет европейским военным державам распространиться по всему тогда известному миру. В результате формирования военно-морских сил для защиты морских торговых путей ковку и литейное производство дорогостоящих бронзовых орудий приходится заменить на отливку более современных чугунных пушек. Это нововведение становится само по себе своеобразной промышленной революцией, так как требует применения новых литейных технологий. Неотложная, иногда даже мучительная, потребность в артиллерии, к которой вынуждает политика постоянного конфликта и военного положения (завод Ла-Кавады выпускал до 1 тысячи пушек в год для армии и ВМФ), приводит к становлению автаркической системы производства. В основе этой системы стоит строительство на собственной территории промышленных объектов, способных удовлетворять военные потребности страны, не прибегая к тайной дипломатии и скрытой торговли, которые всегда могут привести к политической зависимости от державы-поставщика. В большей или меньшей степени все европейские державы начинают придерживаться этой политики.
Введение этих производительных центров в эксплуатацию в рамках политики меркантилизма и создания Королевских мануфактур (объектов, которым власти придавали особое стратегическое значение) требует ёмких вложений для изготовления крупногабаритных орудий. Необходимы крупные строения, вмещающие доменные печи, а также особые географические условия и наличие высококвалифицированной рабочей силы. Это сочетание было непросто найти в Европе XVI века — доказательством тому служат все неудачные попытки создания аналогичных литейных заводов в других точках Испании и колоний.

## История заводов

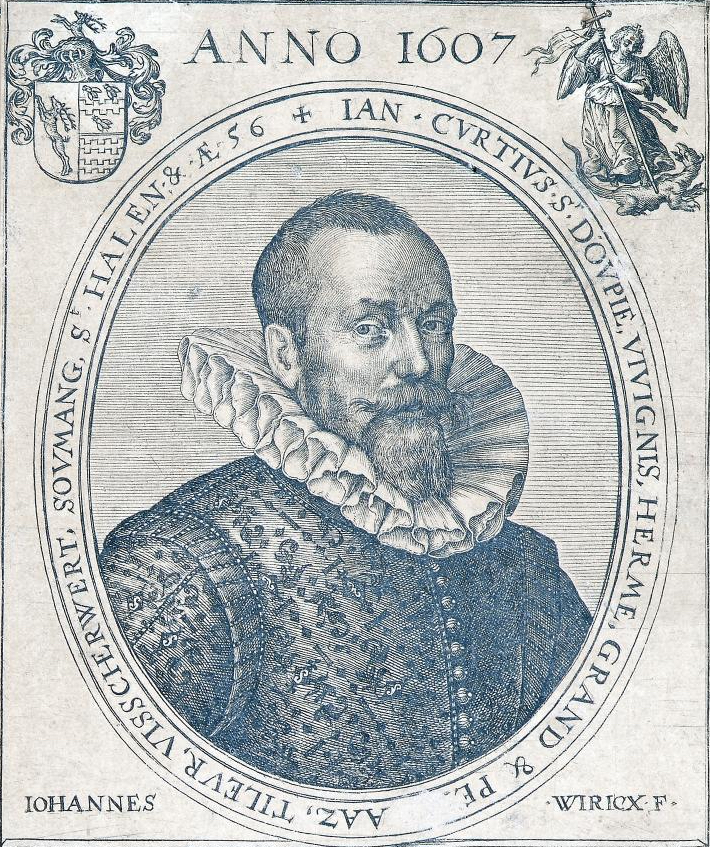
Портрет Курциуса.

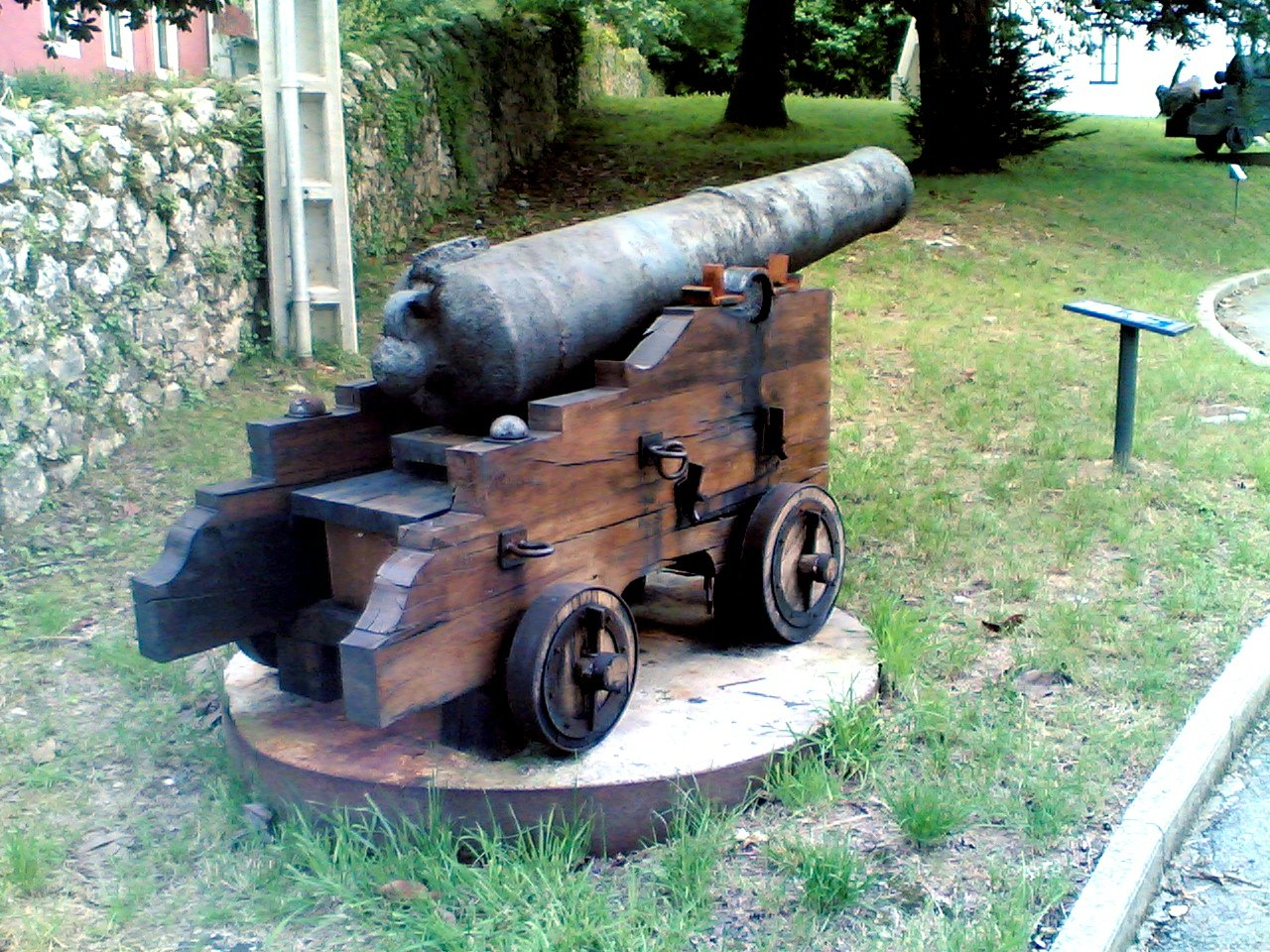
Железо, добытое на рудниках Соморростро, позволяло производить более легкие пушки, чем во Франции.

### Основание
После нескольких лет тяжбы с сеньорией Бискайей, где изначально предполагалось его строительство, Жан Курциус, промышленник из Льежа, поставщик испанской армии во Фландрии, устанавливает завод в Льерганесе.
Первоначально, в 1616 году, он использует литейную мастерскую Ла-Веги, строит кузницу, горн, угольный бункер и внешнее ограждение заводского комплекса в Льерганесе. 9 июля 1622 года Королевским приказом подтверждается заключение щедрого договора, по которому Курциусу гарантируется монополия на производство множества разных изделий. На заработки стекаются из Фландрии многочисленные литейные мастера. Выбор местоположения завода обуславливается обилием лесов (способность которых поставлять древесину кажется, в тот момент, неиссякаемой), мощный и постоянный поток воды от шести до восьми месяцев в году в русле Мьеры (в настоящее время этот поток ослаб, в значительной степени от обезлесения верхов долины, вызванного самой деятельностью завода), наличие поблизости каменоломен, которые поставляют огнеупорный камень, песок и глину для литейных форм, близость верфей Камарго, порта Сантандер на побережье Кантабрийского моря, железных рудников, песчаных и глиняных карьеров, а также изобилие рабочей силы в окрестностях. С самого начала заводы Льерганеса и Ла-Кавады работают на шесть основных типов клиентов: испанский военно-морской флот, наземную армию, крепости, расположенные на полуострове и в колониях, судовладельцев торгового флота и корсаров, а также на экспорт, но только не в «страны неверных и других врагов Короны, а только в дружеские и союзные страны, предпочитая всегда друзей, вассалов и верных подданных».
В 1618 году начинается строительство двух доменных печей — Сан-Франсиско и Санто-Доминго. Печи достигают 6,30 метров в высоту и 11 метров в глубину; в этот же год начинаются испытания с прибытием 40 литейных мастеров с семьями из Фландрии. Стоимость этих работ и содержание фламандцев обходятся Курциусу в 100 000 дукатов и он просит Государственный совет поторопиться с оформлением Привилегии на изготовление железной артиллерии, боеприпасов и других изделий. В 1622 году приходит подтверждение в виде Королевского приказа. Но задержка заказов и критическое положение его дел во Фландрии приводит Курциуса к банкротству. В 1628 г. он вынужден уступить свои права в пользу консорциума, созданного счетоводом Сальседо Арангуреном, Жаном де Кроем, Шарлем Бодеканом и Жоржем де Бандом, смекалистым и талантливым люксембуржским бизнесменом. После смерти почти разорённого Курциуса, де Банд вытесняет своих партнёров, берёт в свои руки управление компанией и принимает решение о строительстве нового объекта в Ла-Каваде 43°21′07″ с. ш. 3°42′28″ з. д..

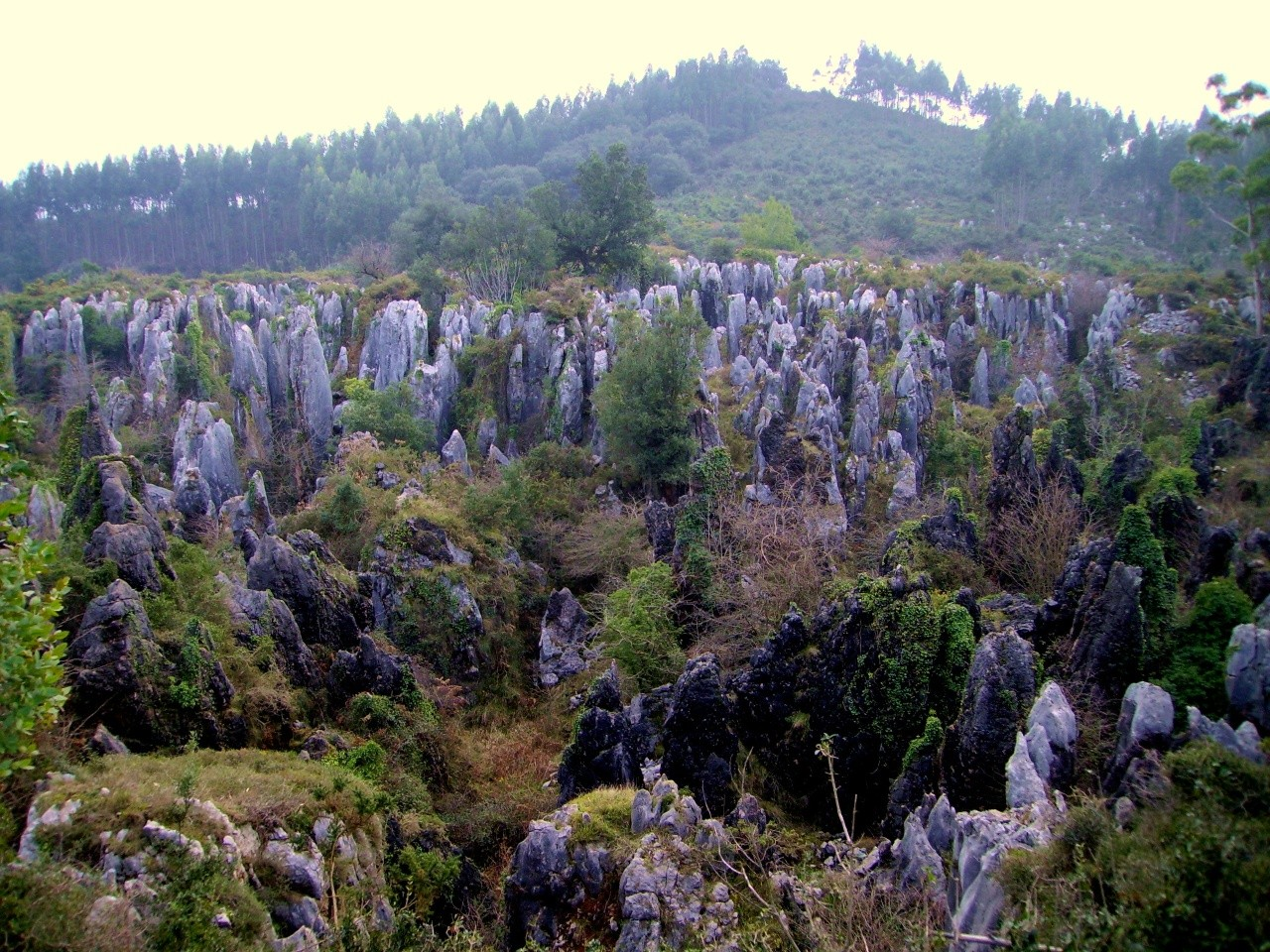
Железная руда для пушечного завода добывалась на рудниках Эраса, Соморростро и горы Висмайи. На изображении — бывший открытый рудник на горе Висмайе (Энтрамбасагуас). Добыча минерала обнажила интересные карстовые формы известняковой породы.

Рост спроса побуждает расширение проекта и строительство нового завода под названием Санта-Барбара в местечке Ла-Кавада (в наши дни — населённый пункт), в районе Риотуэрто. На этом месте, в пяти километрах от Льерганеса, будут построены между 1635 и 1637 первые две доменные печи (ещё две будут построены позже) — Сан-Хосе и Санта-Тереса—, оснащённые новейшими технологиями. С этого момента все объекты комплекса, расположенные в Льерганесе, Вальделасоне и Тихеро, рудники и лесоугодья начинают именоваться «Артиллерийский завод Ла-Кавады». Под управлением Де Банда также возводится капелла и сооружается пристань Тихеро, откуда артиллерийские орудия отгружаются в замок Сан-Фелипе (Сантандер).
Производство заводов достигает больших объёмов в период 1635—1640 гг. в результате активного спроса на орудия со стороны испанской монархии (Филиппа IV), стремящейся удержать статус европейской державы и сохранить контроль над морскими путями во Фландрию. В эти годы отливается итого 939 крупнокалиберных пушек, 195 000 снарядов, 4 010 бомб и около 8 500 гранат.
Спрос на пушки со стороны Армады падает после поражения в морском сражении у Даунса и восстаний в Каталонии и Португалии. Основные производительные мощности завода перенаправляются тогда с артиллерийских орудий на боеприпасы и порох. Ввиду необходимости располагать другой фабрикой ближе к Руссильону — театру французско-испанского конфликта, Жорж де Банд строит другой объект в сеньории Молина.

### Два направления

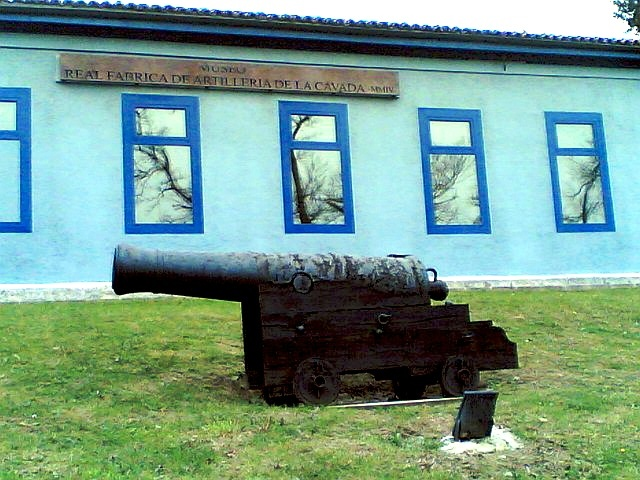
Одно из орудий 48 калибра, восстановленных для Музея Королевского артиллерийского завода в Ла-Каваде

Королевская Армада предпочитала крупнокалиберные пушки, так как испанские судна практиковали т. н. войну по-испански — подходили к врагу на короткое расстояние и расстреливали его из крупнокалиберных орудий ближнего боя, которые наносили сильный урон. Напротив, другие ВМС Европы (как, например, Королевский военно-морской флот Великобритании) использовали артиллерию для поражения вражеских кораблей на больших расстояниях, для чего лучше подходили менее эффективные пушки более мелкого калибра, но с большей досягаемостью выстрела.

Процесс отливки пушек из железа проходил беспрерывно с мая по октябрь и состоял в следующем. Из верхней части доменной печи, которая находилась на том же уровне, что угольный бункер, загружалась капсула. Сначала подавался только древесный уголь, а через несколько дней, когда достигалась необходимая температура, чередовались подачи угля и железного минерала (A). Углерод древесного угля отбирал кислород у железного минерала, который оседал на дно в силу своей плотности. В нижней части располагались фурмы, нагнетающие воздух с помощью больших гидравлических мехов (B). Поданный воздух способствовал оксигенации и горению. В тигеле печи открывалось отверстие, через которое передельный чугун переливался в яму, в которой располагалась форма пушки (C). Над этим отверстием, но ниже фурм, открывался другой проем, через который выходил менее плотный, чем железо, шлак (D).

После смерти разбогатевшего Де Банда в 1643 году его жена Мариана де Брито берёт на себя управление заводом, на котором в тот момент работают фламандские мастера (около 70 семей осевших в районе) и достигается очень высокий уровень производительности. Состояние Жоржа де Банда привлекает внимание государства. Историк Алькала-Самора пишет, что после расследования и рассмотрения этого вопроса со стороны высокопоставленных чиновников, государство требует от вдовы Де Банда выплату повышенных процентов, якобы за невыполнение договора при передаче орудий во Фландрию в 1631 г., в результате чего имущество люксембуржца конфискуется и Мариане де Брито приходится выкупать завод Ла-Кавады на аукционе.
С этого момента начинается явная стагнация завода, вызванная свертыванием военной политики испанской монархии и сокращением рентабельности объектов в результате государственного вмешательства. Мариана де Брито оказывается не в состоянии производить по новым ценам и, по окончании договора на поставки, Диего де Ноха-и-Кастильо становится поставщиком в Льерганесе, а донья Мариана — в Ла-Каваде. Низкий спрос со стороны государства в некоторой мере компенсируется закупками орудий со стороны Голландии (воюющей в то время с Англией) и частных заказчиков. Тем не менее, кризисы и остановки производства будут регулярным явлением вплоть до 1716 года.
В 1661 году управление фабрикой берут на себя сыновья Марианы де Брито (скончавшейся в 1673 году) — Хуан и Хосе де Оливаресы. Позже Хуан останется на заводе Ла-Кавады, а Хосе будет заведовать в Кордуэнте. После кончины Диего де Нохи его место займет его внук Педро де Эльгера Альварадо. Таким образом Нохи и Оливаресы управляют заводами Льерганеса и Ла-Кавады, соответственно. Заказы делятся почти поровну (производства Льерганеса незначительно превышает производство Ла-Кавады). В этот период основные технологические нововведения касаются снарядов для наземных орудий — в битвах и при осадах начинается массовое применение мортир и бомб. Эта ситуация стабилизируется вплоть до 1715 года.

### Период расширения
С 1716 по 1800 г. заводы испытывают сильный рост в результате интенсификации торговли на атлантическом направлении и расширения испанской Армады, охраняющей судна, пересекающие океан. В этот период в Испании будут построены 103 линейных корабля, оснащённые более чем 6 900 пушками. В 1773 году испанская Армада располагает 60 линкорами, на которые загружено более 6 000 артиллерийских орудий. Тем не менее, за период 1761—1805 потери в морских битвах достигают 49 судов. Наступает эпоха расцвета чугунных пушек и легкие и безопасные орудия Льерганеса и Ла-Кавады достигнут всемирной известности. Их пушки, скудно декорированные, тем не менее, редко взрываются при длительном, беспрерывном использовании, а если и взрываются, то перед этим «предупреждают» — в них появляются трещины и распадаются детали, в отличие от других орудий, которые взрывались внезапно и тем самым представляли немалую опасность для расчёта.
В этот период заводами Льерганеса и Ла-Кавады управляет внук Марианы де Брито — Николас-Хавьер де Оливарес. При нём производство восстанавливается до уровня времен Хорхе де Бланда. Заводы получают объемный заказ на отливку труб для фонтанов Аранхуэса и Сан-Ильдефонсо. В 1738 году сын Николаса-Хавьера, Хоакин, берёт на себя обязательства по заводским поставкам и в 1742 г. ему присваивается титул маркиза Вильякастельского. В этот период поставщики и работники заводов получают ряд привилегий и прерогатив, что вызывает трения с местным населением. Строятся новая доменная и первая отражательная печи, благодаря чему производство достигает максимального уровня за всю историю заводов. В период 1756—1759 с фабрик выходят 800 орудий и инженерных деталей, а также 400 000 снарядов. В 1759 году скончается Хоакин и заводы Льерганеса и Ла-Кавады перейдут к его дочери Марие-Тересе-дель-Пилар, которая заключит брак с графом де Мурильо.

### Национализация объектов

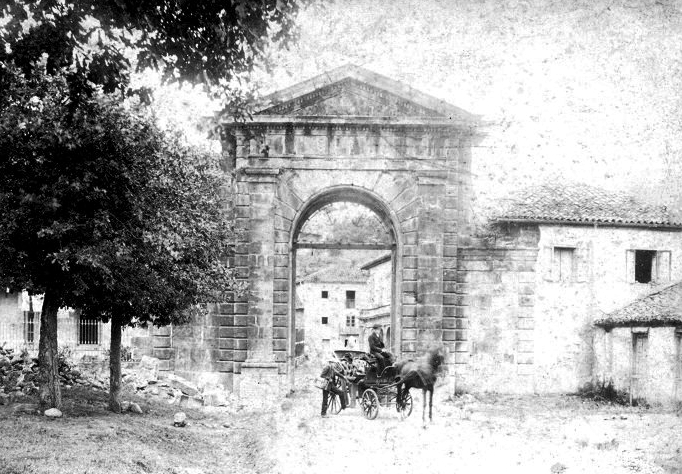
Мемориальная арка Карла III в Ла-Каваде служила входом в заводской комплекс. Фотография 1890 года, когда объект уже находился вне эксплуатации.

С восхождением Карла III на трон в 1759 году отзываются привилегии маркиза Вильякастельского, литейные цеха оказываются конфискованы и экспроприированы, и получают статус Королевского завода в 1763 году. На пост директора назначается подполковник Висенте Чинер. Мария-Тереса-дель-Пилар и граф Мурильо получают от монарха немаловажную компенсацию — свыше пяти миллионов реалов.
Недостаток маневренности ставших государственными Королевских заводов по сравнению с их частными конкурентами, затрудняет их развитие, как в области управления, так и в производстве и внедрении нововведений. Объём производства доменных печей сокращается, а технические новинки, появившиеся в других странах (например, в Англии) усугубляют положение.
Артиллерийский корпус Армии экспериментируют в Ла-Каваде с новыми технологиями твердой плавки с помощью глиняных форм и последующего обтачивания, но это пагубно отражается на качестве орудий и приводит к большому количеству браков. После того, как в конце 1771 года в Ферроле взрываются две пушки, отлитые в Ла-Каваде, со всеми орудиями твёрдой плавки проводятся испытания с плачевным результатом — из полутора тысяч пушек 80 % взрываются или растрескиваются. В совокупности, все это приводит к финансовым затруднениям.
Эти инциденты вызывают беспокойство Государственного секретариата ВМС, так как судна Армады оказываются обезоружены. Расследование показывает, что в потере качества виновата не новый плавильный метод, а использованная железная руда и токарная технология.

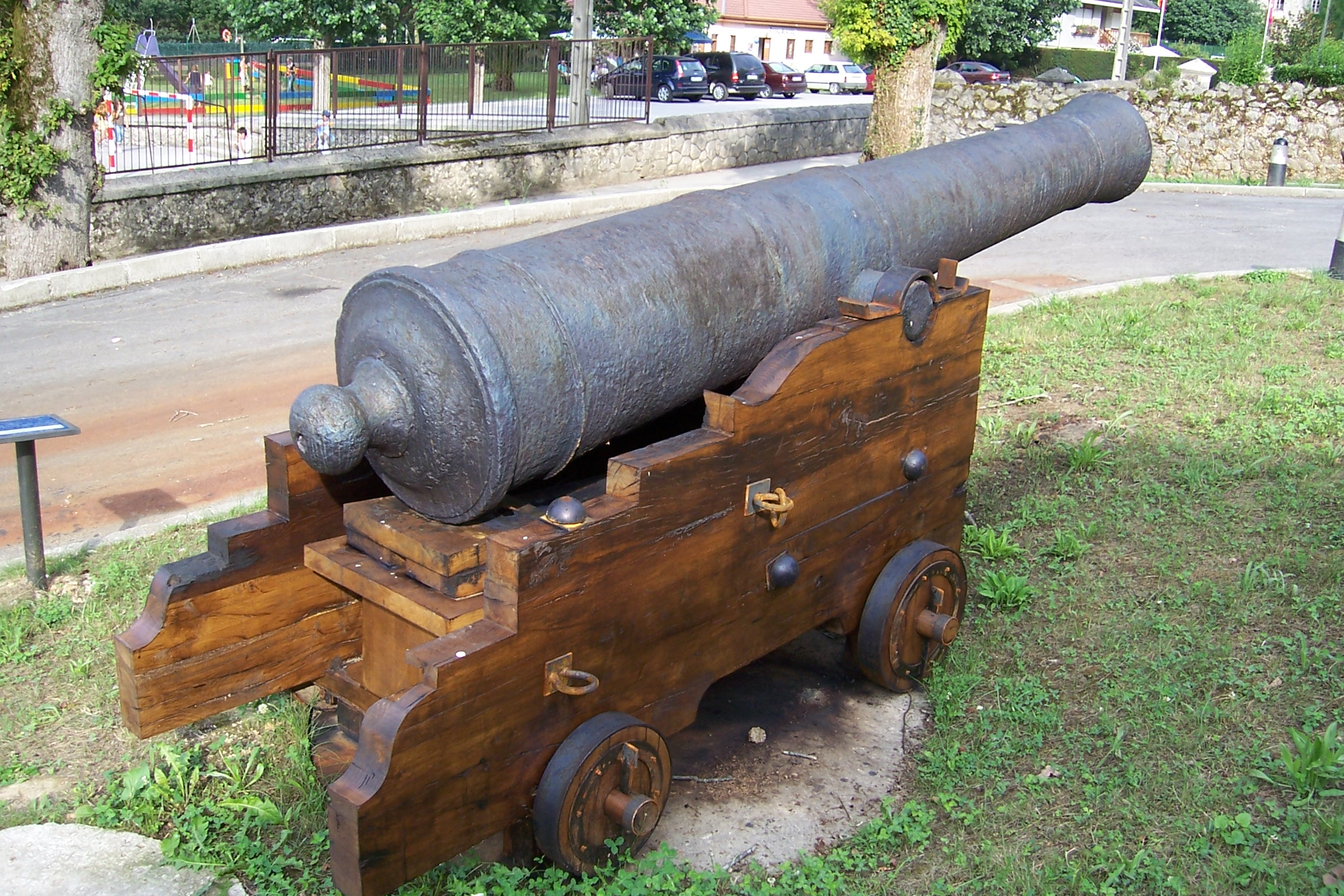
Производство завода достигло около 23 000 пушек. Большинство из этих орудий предназначались на береговые батареи империи и в Королевскую Армаду. Многие корабли строились прямо на верфи Гарнисо, куда отгружалась большая часть пушек. Орудие на снимке стояло на защите форта Сан-Карлоса в Сантонье

Объемы, востребованные испанским флотом (десять тысяч орудий в период 1764—1793) не достигаются и производство ограничивается 6 000 единиц. Для того, чтобы выполнить свою программу по вооружению ВМС, Испании приходится закупать у Англии, вплоть до войны с этой страной в 1778 г. В 1790 строится шестая доменная печь с целью сокращения дефицита, а также для укрепления крепостей в колониях. Ла-Кавада начинает отливать карронады.
В 1781 году управление заводом Ла-Кавады поручается министерству морского флота и под руководством его нового директора Антонио Вальдеса-и-Фернандеса Басана возобновляется производство по старым плавительным методам времен маркизов Вильякастельских. Результаты не замедляют себя ждать. В 1783 году комплекс обносится стеной, а на входе сооружается триумфальная арка, которая сохранилась до наших дней в Ла-Каваде.
С 1787 года в печах возобновляется отливка предметов для частной промышленности — щитов, деталей для оборудования, труб, инструментов дорожного строительства и т. д. В тот же год инженер морского флота Фернандо Касадо де Торрес знакомится с австрийским инженером Вольфгангом де Муча в Вене. Это знакомство в значительной степени определит будущее завода Ла-Кавады. Встречи Касадо де Торре и де Муча в Австрии носят тайный, по сути военно-шпионский характер и завершаются предложением сотрудничества со стороны Королевства Испании. Таким образом, в 1790 году, получив положительный ответ на вышеуказанное предложение и следуя королевским указаниям, продиктованным новым министром морского флота Антонио Вальдесом, посол в Венеции Симон де Касас провожает Вольфганга де Муха в Испанию. В Ла-Каваде, проверив состояние объекта, австриец берется за организацию системы лесосплава по реке Мьера. Через сложную систему дамб и распределительных устройств лес доставляется до завода. На это строительство, невиданных доселе в Испании масштабов, уходят большие финансовые ресурсы. Тем не менее, проект реализуется лишь частично и остается в эксплуатации всего несколько лет. Причин тому несколько, но в частности следует учитывать его высокую стоимость, противостояние населения и завышенную оценку лесопропускной способности системы. В 1792 в печах Льерганеса производятся масштабные ремонтные работы.

### Упадок

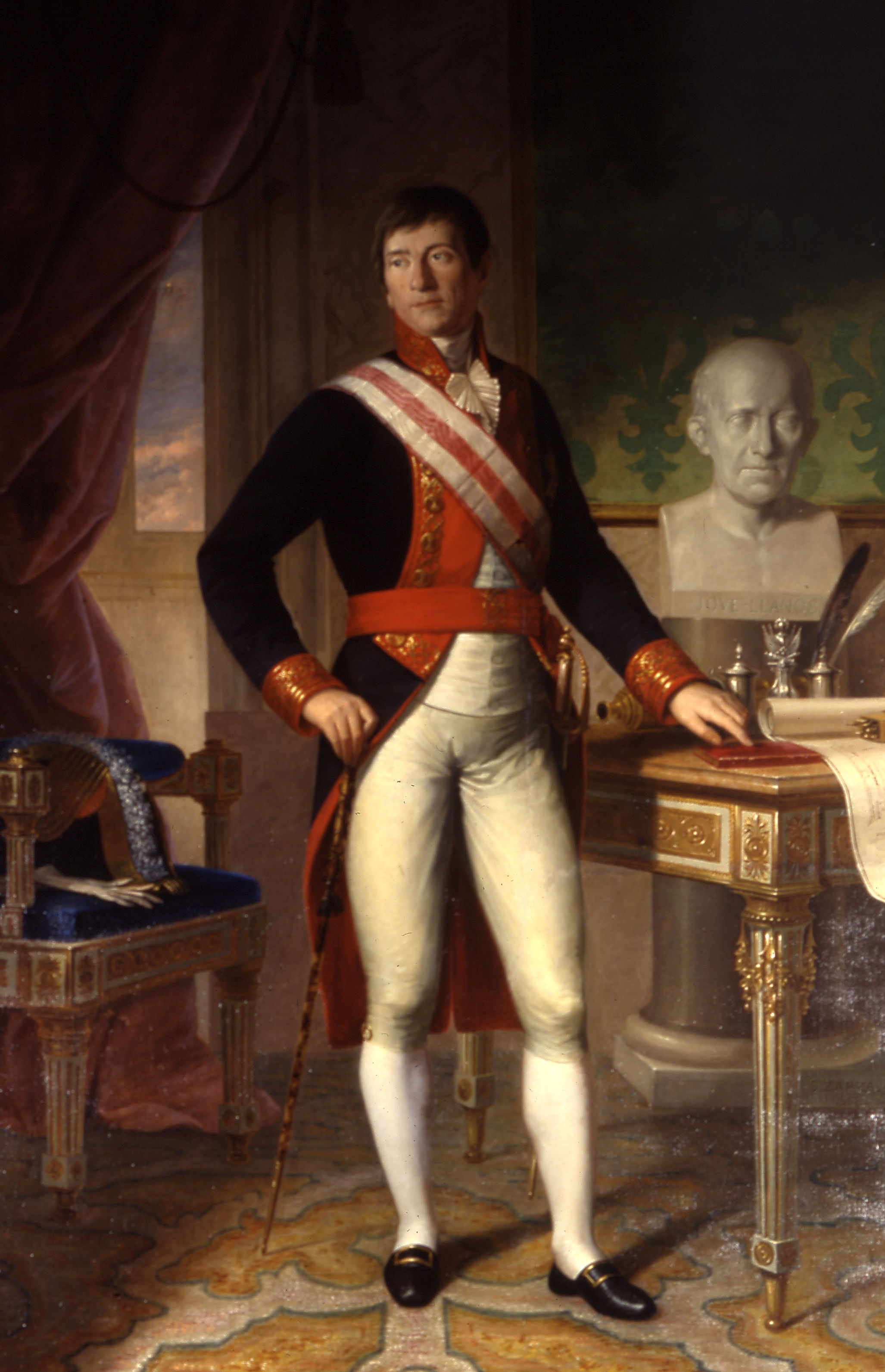
Фернандо Касадо де Торрес-э-Ирала. (Морской музей (Мадрид).

Упадок морского флота после поражения в Трафальгарском сражении отражается на судьбе завода, который входит в кризис перепроизводства и в последние годы XVIII века испытывает стремительное падение производительности в результате сочетания трёх факторов — недостатка спроса со стороны Королевского флота, нехватки денежных ресурсов и дефицита угля.

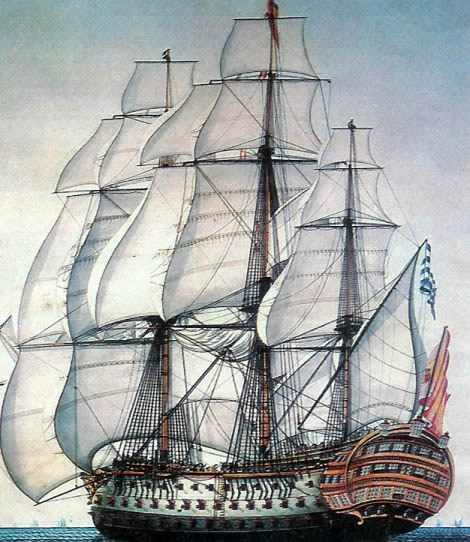
Около 1688 г. появляются новые линкоры, приспособленные к плаванию в Карибском море, Индийском и Тихом океанах, призванные достичь тактического и стратегического превосходства в этих водах. На изображении — четырехпалубный Сантисима-Тринидад, со 140 пушками на борту, крупнейшее судно своего времени, которое было захвачено в Трафальгарском сражении и затоплено после боя. Испанская морская артиллерия и боеприпасы для неё производились в большинстве своём на объектах, расположенных в Льерганесе и Ла-Каваде.

Испанский военно-морской флот испытывает стремительное сокращение числа судов в результате столкновений с Британской империей. Согласно Хосе Алькале-Саморе, в 1796 году испанские ВМС располагали 77 линкорами, в 1800 — 66, в 1806 — 39, в 1814 — 21, в 1823 — 7, а в 1830 — 3.
Чтобы восполнить недостаток угля, монарх фиксирует цены, по которым леса должны поступать на заводы, и разрешает управлению руководить починкой путей. Злоупотребление этими привилегиями подрывает доверие местного населения и вызывает закрытие многих кузниц в районе. В 1754 году, с целью обеспечить поставку леса, маркиз Вильякастельский принимает решение расширить радиус ограничений на лесную эксплуатацию до 5 лиг. Поиски древесного угля ведутся настолько отчаянно, что леса начинают завозить даже из Эспиносы-де-лос-Монтерос, для чего в 1796 г. строится Лунадский скат, длиной 2400 метров, на строительство которого уходит 2000 буков. Как уже было указано, эта система недолго продержалась в эксплуатации — известно, что в 1800 году она уже не действовала.
Другая из принятых мер состояла в запрете на вырубку горных лесов для жителей окрестностей под угрозой суровых наказаний. В книге Хосе Алькалы-Саморы Historia de una empresa siderúrgica española: Los Altos Hornos de Liérganes y La Cavada, 1622—1834 приводится случай, зарегистрированный ночью 27 мая 1784:
Двое бедных крестьян, Антонио Куэста и Мануэль Гутьеррес, подожгли кустарник для того, чтобы выманить лиса, который перед этим убил им две овцы. Вследствие, несмотря на все их попытки погасить его, сгорел и дуб. Суд Ла-Кавады, изъяв предварительно у них простыню и прочее их имущество, приговорил к двум годам каторги в Африке и предупредил, что в следующий раз наказание составит 10 лет. Вмешался Мадрид, приговор был смягчен и заменен ссылкой на такой же срок, с запретом приближаться на расстояние ближе шести лиг к своему месту жительства, учитывая, что не было умысла и преднамеренности в деяниях несчастных крестьянах, а только лишь стремление избавить от угрозы свой скот — единственное их средство пропитания.
Хосе-Бонифасио Санчес, тем не менее, в своей книге Historia y Guía Geológica y Minera de Cantabria указывает на то, что, помимо крестьянской нищеты, необходимо помнить и о традиционном выжигании леса, которое практиковали земледельцы и животноводы. С другой стороны, он также рассказывает о существовании материальных поощрений за древонасаждение, которые, согласно свидетельству Мельчора де Ховельяноса никому никогда не выплачивались.
Как бы то ни было, эти запреты на вырубку леса и добычу дров в горах становятся причиной жалоб населения, которое видит в них ограничение своих средств к существованию. Со временем эта политика повлекла за собой обезлесение восточных гор Кантабрии и Бургоса, особенно после конфискации заводов монархом и издания Указа морского министерства 1741 года.
В 1795 году закрывается, 160 лет спустя с момента его запуска, завод в Льерганесе — последние его орудия будут служить на войне с Францией. Инженер флота и директор завода Ла-Кавады Фернандо Касадо де Торрес получает приказ разработать замену древесного угля в Ла-Каваде каменным. С этой целью он проводит ряд испытаний и наблюдений, которые по его плану должны будут позволить эксплуатацию близлежащих шахт Пенагоса. Из поездки в Германию он привезет с собой в 1790 году Франсиско Стивенара, врача с широкими знаниями в области эксплуатации угольных шахт. Тем не менее, каменный уголь не даёт в Ла-Каваде желаемых результатов и завод возвращается к древесному углю. С 1800 г. производят лишь две из четырёх доменных печей, в значительной степени из-за недостатка сырья. В годы, предшествующие наполеоновскому нашествию, с 1806 по 1808, объём производства ненадолго возрастает. Производительность завода остается, тем не менее, низкой.

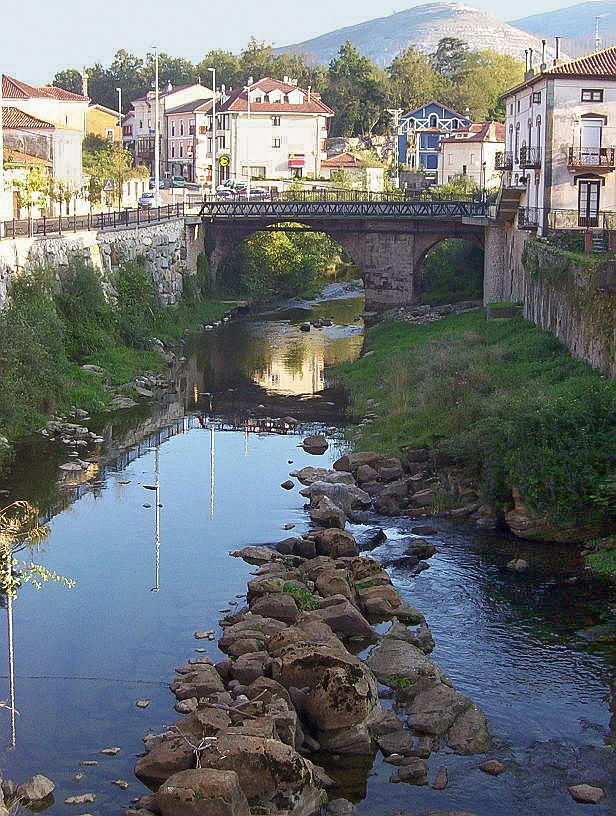
В результате разливов 1801 и 1834 гг. уровень реки Мьера становится выше моста Реаль-Ситио, который служит входом на территорию завода.

Французское нашествие начинается со Страны Басков и Наварры. Заводы Ла-Кавады и Льерганеса становятся, таким образом, стратегически важной точкой. После взятия Сантандера наполеоновскими войсками 23 июня 1808 года, заводы остаются без особого внимания, так как французы не намерены выделять достаточно крупный гарнизон для обеспечения работы в литейных цехах, а на верность рабочих им нельзя было полагаться. С другой стороны, производство заводов не могло принести большой пользы французскому флоту, уже понесшему на тот момент значительные потери. К тому же приоритетом для имперской армии Наполеона было завоевание северного берега в целях предотвращения высадки англичан.
Война за независимость повергла регион в голод и нужду, рабочие перестали получать зарплату, молодых забрали в армию. Производительность завода значительно сократилась. С другой стороны, доказано, что Ла-Кавада встала на сторону короля Фердинанда VII и подпольно поставляла оружие как герилье, так и регулярным войскам.
После Войны за независимость, в 1818 году, возобновляется литейное производство, но с очень плохими результатами. Прибытие к власти либералов и поддержка муниципалитетов затрудняет добычу угля для Ла-Кавады, которая до этого ограничивала местное лесопользование и развитие сельского хозяйства.
Тем не менее, после восстановления абсолютной власти Фердинанда VII, завод не смог возобновить конкурентоспособное производство. В результате, многие рабочие стали искать другую работу.
Попытка приватизировать Королевский завод Ла-Кавады со стороны правительства Фердинанда VII не привлекла иностранных капиталов, более заинтересованных в астурийских горнорудных регионах. В 1831 году назначается профессор Грегорио Гонсалес Асаола на пост временного директора объекта Ла-Кавады. Профессор, знаток современной европейской промышленности, основанной на горной добыче угля, характеризует как бесперспективные старые королевские объекты.
Вечером 19 августа 1834 года река Мьера выходит из берегов и рушит плотины, которые приводили в движение оборудование Ла-Кавады. Власти отказываются от их починки. На протяжении всего года объект подвергается набегам карлистов. Эти два происшествия ставят последнюю точку в истории завода, который закрое свои двери в 1835 году, выпустив за свои более чем 200 лет существования 26 000 пушек, сотни тысяч снарядов разного калибра и тысячи деталей для гражданских нужд.

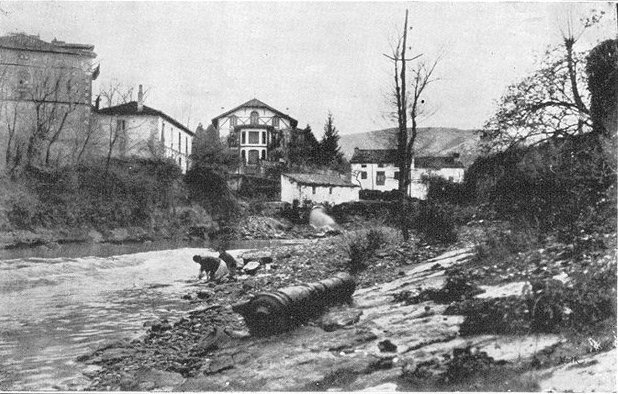
На изображении, 1926 года, заброшенная пушка на берегу реки Мьеры, около развалин завода.

После того, как объект в 1830-е годы был покинут, «местные жители быстро растащили всё, что смогли из его зданий и цехов, в том числе, с наивным намерением предотвратить его восстановление».. Уже в 1850 году Паскуаль Мадос, в своём Географическо-статистическо-историческом словаре Испании и её заморских владений, следующим образом описывал Ла-Каваду:
В 1881 году от завода практически не оставалось ни следа.

## Рабочие и специалисты

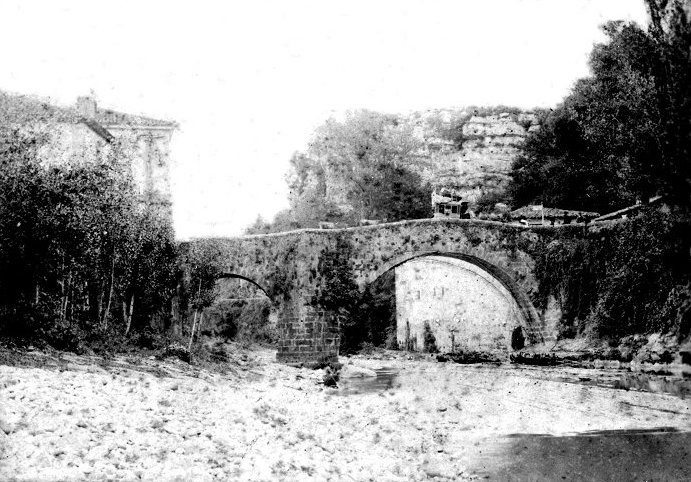
Дилижанс пересекает старый мост Ла-Кавады над рекой Мьерой, расположенный на входе в завод, в конце XIX века. Паскуаль Мадос описывал мост как «две обработанные каменные арки, около 30 футов высоты в центральной части, достаточно широкие для того, чтобы могла проехать крупная карета; его водорезы — великолепны (некоторые — из железных стволов), а основной характеристикой его является невероятная прочность, которая нисколько не ослабла, несмотря на сильные разливы, которые ему пришлось перенести».

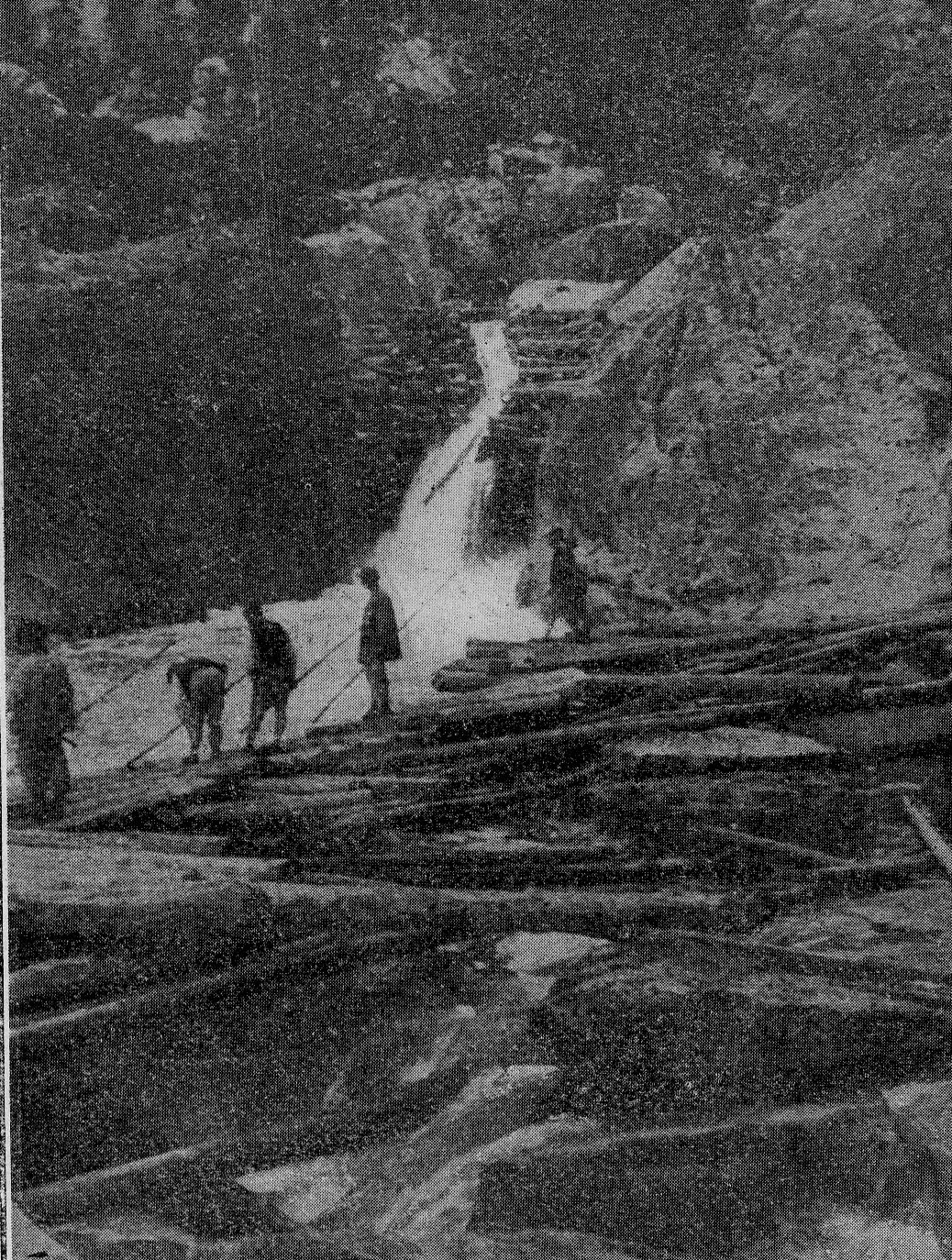
Плотогон сплавляет бревна в 1929 году в неизвестной точке Испании. Технология лесосплава вероятно не сильно отличалась от используемой во времена Ла-Кавады на реке Мьера.

За основанием завода в Ла-Каваде последовало прибытие специалистов из Фландрии, перед которыми стояла задача обучить местных испанских рабочих и передать им свой опыт литейного искусства. Эти эксперты запустили между 1617 и 1628 г., при решительной поддержке монарха, завод в Льерганесе. Каждый раз как появлялось какое-то затруднение или замедлялось развитие производства, завозились кадры из Европы. В 1679 году заводы ещё испытывали потребность в фламандских специалистах, так как «создание кадров в этой профессии среди уроженцев данных королевств оказалось недостаточным».
Фламандские мастера, знакомые с работой на рудниках, обучали также разведке минеральных ресурсов и наблюдению за их эксплуатацией для обеспечения печей сырьём.
Около семидесяти семей, в основном, из района Льежа, прибыло в Льерганес и Ла-Каваду в начале XVII века для запуска артиллерийских заводов и положило начало фламандской общине, от пяти до шести поколений которой будет работать на этом производстве на протяжении XVII и XVIII вв. Этот коллектив, пользовавшийся литейной монополией, жил на протяжении 200 лет оторванно от близлежащих деревень. Местные не любили фламандцев, не доверяли им и плохо с ними обходились (за исключением, вероятно, рабочих, которые работали с ними на заводах). Даже их правнуков продолжали считать иностранцами и называли их «рабудос» («хвостатые» — пренебрежительное название фламандцев в те времена), что вынудило их к эндогамии. Членам общины возбранялось занимать муниципальные посты и носить почетные звания. Они пользовались артиллерийской привилегией «в пользу Испании», но сопротивление населения повлекло за собой множество тяжб, чтобы предотвратить присуждение им титула идальго. Привилегия была пожалована Филиппом V в 1718 году, подтверждена в 1784 и вновь в 1794, год, с которого им также разрешается носить военную форму. Но на протяжении многих лет местные и работники заводов непрестанно судятся по мелочам. Спорили даже о захоронениях, как это доказывает досье, приведённое в книге Хосе Алькалы-Саморы:
...даже в церкви им отвели особое место для того, чтобы хоронить своих мертвых, — известно, что когда одна женщина из селения Рукандио скончалась в Риотуэрто, к приходу которого относится Ла-Кавада, родственники покойной узнали, что её захоронят поблизости от фламандцев и устроили большой шум и стенания в самой церкви, ибо не пристало испанке покоится в такой плохой компании.
В некоторых случаях эти оскорбления доходили до вымогательства, как в 1698 году заявил некий Томас Бальдор от имени своих коллег, которых соседи якобы «облагали штрафами и насильственно проникали в их покои, с целью изъятия имущества в счет ими же наложенных штрафов».
Потомство этих фламандских специалистов, гордящихся своей работой, дошло до наших дней. Их фамилии, в большинстве своём фламандские, обиспанились в XVIII веке. В Риотуэрто, Льерганесе и соседних муниципалитетах нередко встречаются в наши дни жители с фамилиями Арче, Бальдор или Вальдор, Дель Валь, Берно, Кубриа, Гуате, Ломбо, Марке, Осле или Усле, Оти, Рохи, Рокени, Сарт и др.
Число работников колебалось в зависимости от времени года — в литейные месяцы заводы давали работу большему количеству людей. Этот временный характер труда и низкие заработные платы вынуждали совмещать работу на заводе с сельскохозяйственным производством. Сезонность фабричной деятельности также сказывалась на работе рудников, транспортников и угольщиков, которые обслуживали объекты. Работать на вырубке и перевозке леса в горах Кантабрии и Бургоса в пользу заводов являлось обязанностью, что нередко вызывало жалобы местного населения, которому приходилось оставлять на несколько месяцев свои сельскохозяйственные занятия за заработные платы, которые они считали недостаточными.
Тем не менее, основание заводского комплекса создало определённые трудовые возможности для семей из Риотуэрто, Льерганеса, Энтрамбасагуаса, Мьеры и других крайне нищих и бедных близлежащих селений. Это отразилось на росте населения в хунте Кудейо, бывшем районном округе — с 1636 по 1750 г. оно выросло на 40 % и составило в конце периода 8 000 жителей.
Условия труда на заводе, на рудниках и в горах были очень тяжелые, несмотря на что во многих работах принимали участие женщины и дети. Зарплата была ниже, чем на других заводах Испании, но, при этом, выше среднего заработка по региону, и служила неплохим дополнением к сельскохозяйственной деятельности местных жителей этой «бедной и нищей» области. По оценке Хосе Алькалы-Саморы средняя зарплата 274 рабочих завода составляла в марте 1799 года 4,82 биллонного реала. Тем не менее, разрыв был большой — если помощники литейщиков получали 800 реалов в месяц, доходы директора составляли около 3 000.
Рабочие пользовались другими льготами, такими как уход на пенсию в случае инвалидности или болезни, хотя была также за ними и обязанность ходить в литейные цеха пока у них оставались силы. Вдовам и сиротам бывших работников назначалась пенсия через милостыню. По мере того, как финансовое положение завода ухудшалось, эта система стала таять. В лучшем положении находились постоянные работники и те, которые располагали жильём на территории фабрики, так как у них была возможность выращивать огород, приобретать товары со скидками в таверне Ла-Кавады, получать поощрительные премии, уголь и т. д. В период наивысшего расцвета на заводе работало около тысячи человек.

## Индустриальная археологияи историческое наследие
В настоящее время от Королевского завода Ла-Кавады ещё остались некоторые останки, но большая часть фабричных строений исчезла или была переиспользована в других целях.

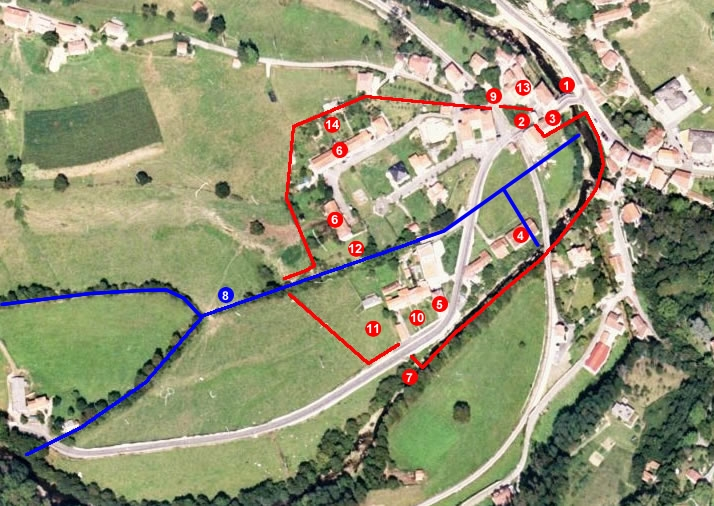
Заводская территория и элементы Королевской мануфактуры, сохранившиеся на сегодняшний день в Ла-Каваде.
1. Мост.
2. Портал Карла III.
3. Административные и охранные сооружения.
4. Склады.
5. Круглый дом.
6. Дома рабочих и конюшни.
7. Запань и скат.
8. Канал.
9. Ворота Сесеньяс.
10. Огород министра.
11. Огород командира.
12. Огород казначея.
13. Трактир.
14. Огород при доме счетовода и казармах.

В Ла-Каваде сохранились останки бывшего ограждения комплекса, которое доходило до близлежащего селения Лос-Прадос. Высокая каменная стена вдоль дороги, которая ведёт в деревню Рукандио, стоит на месте Энтрамбосриос (43°21′00″ с. ш. 3°42′25″ з. д.). Это строение, которое не указано на изначальном плане Королевской мануфактуры, осталось от расширения территории, обнесённой для хранения древесины, которая сплавлялась через Мьеру с перевала Лунада по неудачному проекту Вольфганга де Мухи. В рамках этого проекта также была сооружены запани на Мьере и скат для вытягивания брёвен, от которых на сегодняшний день остались только руины (43°20′57″ с. ш. 3°42′34″ з. д.).

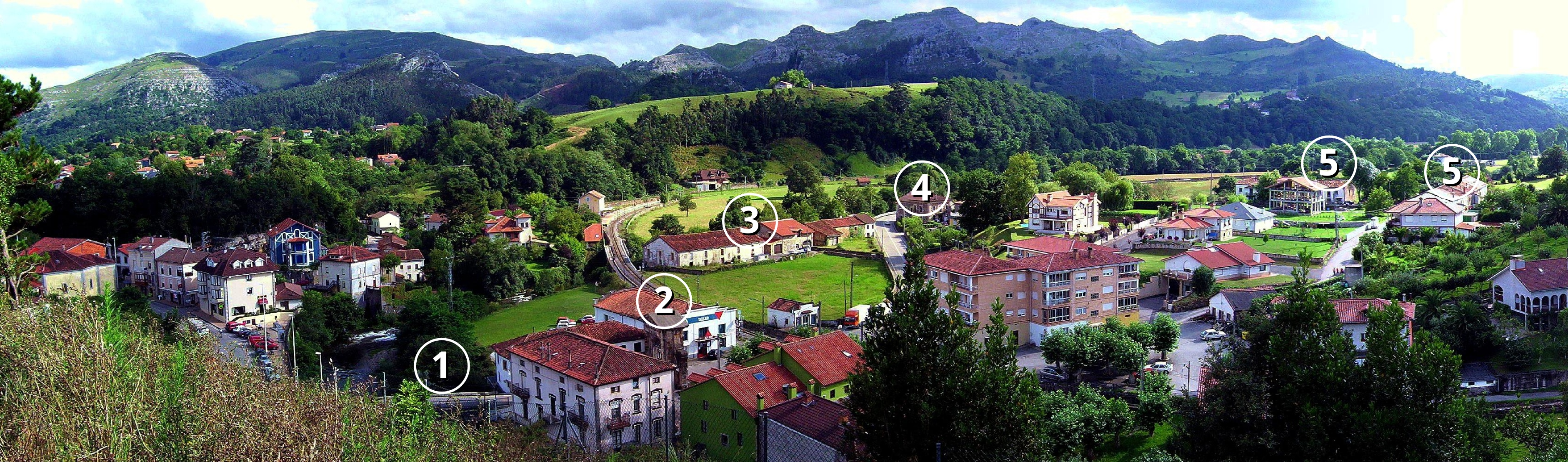
Панорама Королевской мануфактуры в Ла-Каваде. На изображении видны некоторые из конструкций, которые сохранились от старых построек (нажмите, чтобы увеличить).
1. Мост.
2. Портал Карла III.
3. Склады.
4. Каса-Редонда (бывшая капелла).
5. Дома рабочих и конюшни.

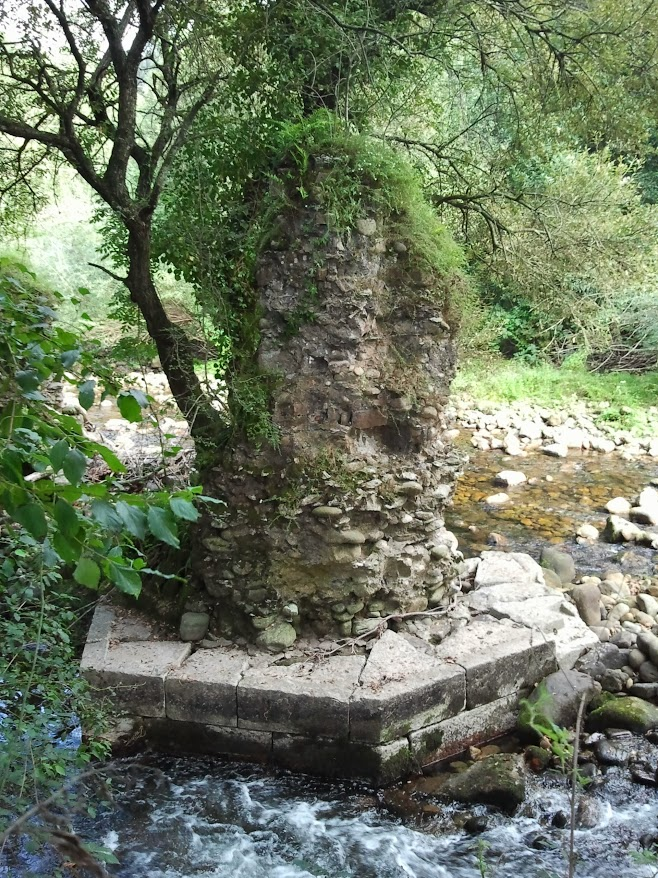
Останки контрфорса запани на реке Мьера.

Входной портал, построенный в честь Карла III, был объявлен объектом культурного наследия в 1985 и являлся одной из трёх точек доступа на территорию фабрики, вместе с воротами Сесеньяс и Льерганес. Портал выполнен в неоклассическом стиле, с полукруглой аркой, пилястрами по сторонам и треугольным фронтоном, на который нанесена следующая надпись:
| КАРЛ III, КОРОЛЬ. 1784 ГОД. |

Каменные блоки соединены свинцово-железной смесью.
Мост на реке Мьере, на въезде на территорию Королевской мануфактуры, был построен в XVII веке. Конструкция была повреждена рядом наводнений, в частности в 1801 и 1834 гг. В 1999 году на мост отрицательно повлияло расширение ведущего в Льерганес шоссе.
До нашего времени также дошли запани — вертикальные конструкции, возведённые в русле Мьеры для того, чтобы направлять лес, добытый в горах Эспиносы-де-лос-Монтерос и Кинтанавидеса сплавленный по скату с перевала Лунада, в 20 километрах. Эти запани были сооружены из валунов и строительного раствора и стояли на прочных фундаментах. Было построено не менее пяти запаней, которые в двойной ряд пересекали по диагонали русло и на которых когда-то лежал деревянный настил, служащий мостом. Между опорами вытягивалась деревянная решетка, которая тормозила бревна. Затем их вытягивали по скату, который также сохранился до наших дней. Для того, чтобы обустроить транспортировку леса, на Мьере пришлось провести ряд работ — бурить породу, засыпать впадины, а в некоторых точках и перенаправлять русло реки. Бревна должны были соблюдать стандартную длину — 7 футов (195 см) и должны были быть тоньше с одного конца, чтобы не блокировать русло.
Из жилищ, сохранились Каса-дель-Пуэнте (строение, расположенное у Мьеры, вне укреплённой территории, которая, возможно, предназначалась для охраны), дома на улице Арриба (жилища рабочих и конюшни), жилое здание у старой арки Карла III (возможно, дворницкая или административное помещение) и особняк Каса-Редонда (строение, основная часть которого уже исчезла, до нас дошла лишь значительно видоизменённая капелла).
Сохранились также останки некоторых складов и печей, контрфорсы и речные укрепления, которые выполняли оборонную функцию и защищали объект от наводнений, туннели, останки дамбы и каналы.
13 апреля 2004 года исторический комплекс был объявлен Культурным наследием. 27 июля 2006 года в Ла-Каваде открылся для посетителей музей, посвящённый деятельности этих пушечных литейных, служивших Испанской королевской Армаде и Империи. В нём выставлены пушки, различные типы снарядов, оборудования, геральдические щиты и разные макеты кораблей и зданий.
С другой стороны, в Льерганесе сохранилось несколько старинных родовых домов XVII и XVIII вв., таких как Каса-де-лос-Каньонес (Дом пушек), а также остатки канала и строений, в которых просверливались стволы, на месте под названием Вальделасон. Все это напоминает о былом экономическом процветании этой области, благодаря деятельности артиллерийского завода.
В период Нового времени пушечные заводы Льерганеса и Ла-Кавады являлись важнейшим металлургическим комплексом в Испании и на протяжении многих веков — единственным местом, где производились чугунные пушки для Империи. Но возможно основным историческим наследием стало преобразование ландшафта восточной Кантабрии и севера провинции Бургос, из которого, также в результате облужания, связанного с животноводческой деятельностью пасьегос, исчезло большинство лесных массивов, а также наличие фламандских фамилий среди жителей окрестностей — потомков семей, которые строили и на протяжении многих лет работали на этих объектах.
В течение XVII и XVIII вв., помимо военных кораблей Армады, тысячи чугунных пушек, вышедших из печей Королевского завода служили для укрепления и вооружения береговых батарей Испании по всему миру. В этот период все портовые укрепления Империи получали пушки Ла-Кавады, многие из них сохранились и выставлены для обозрения и по сей день.

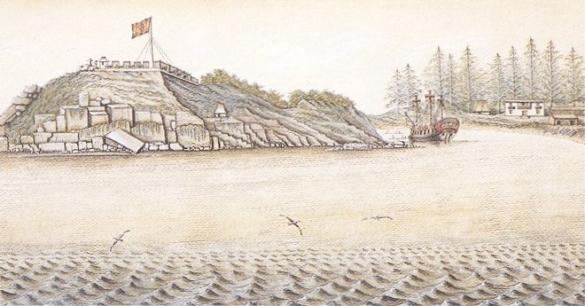
Форт Сан-Мигель на острове Нутка (Канада).
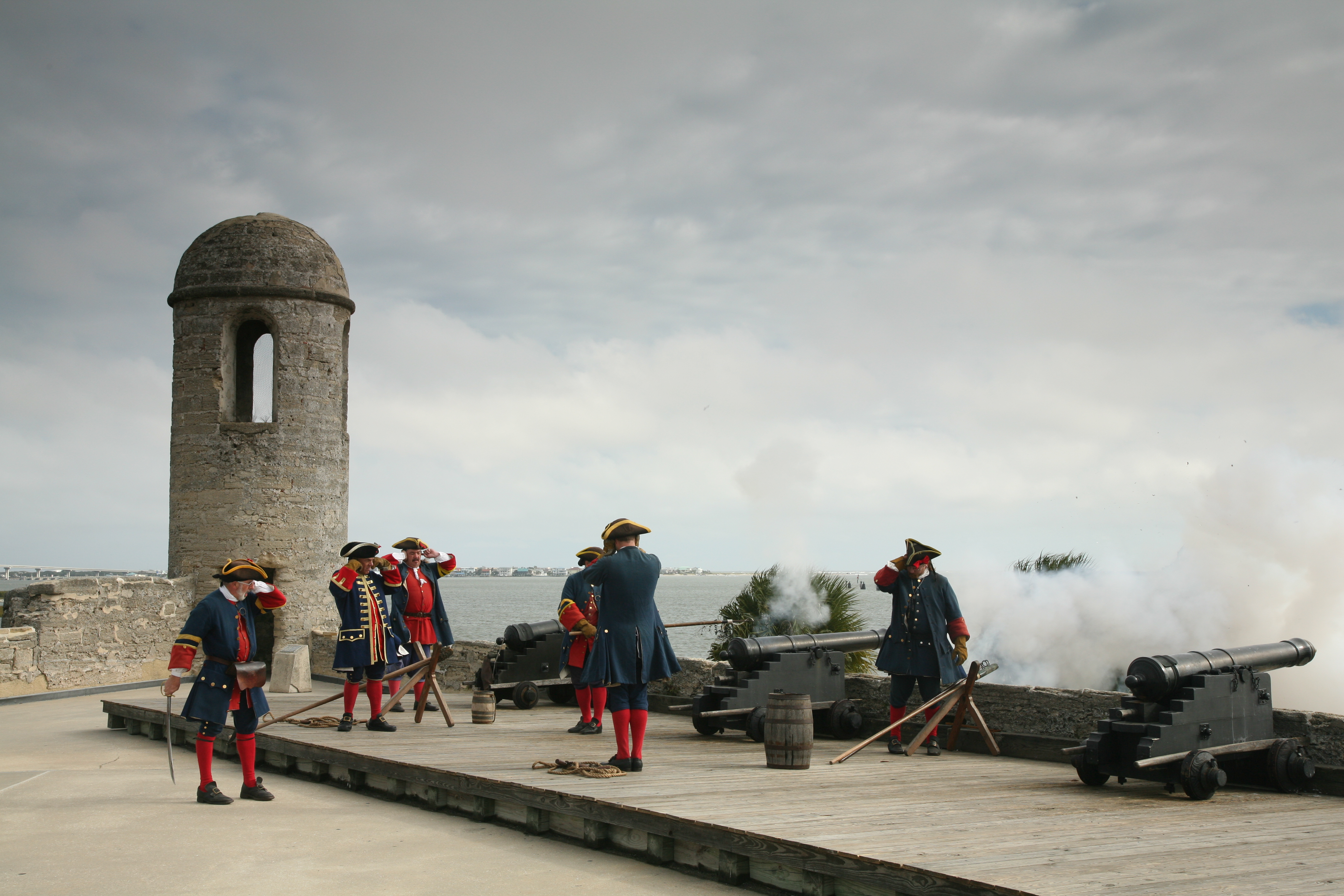
Крепость Сан-Маркос на Флориде (США).
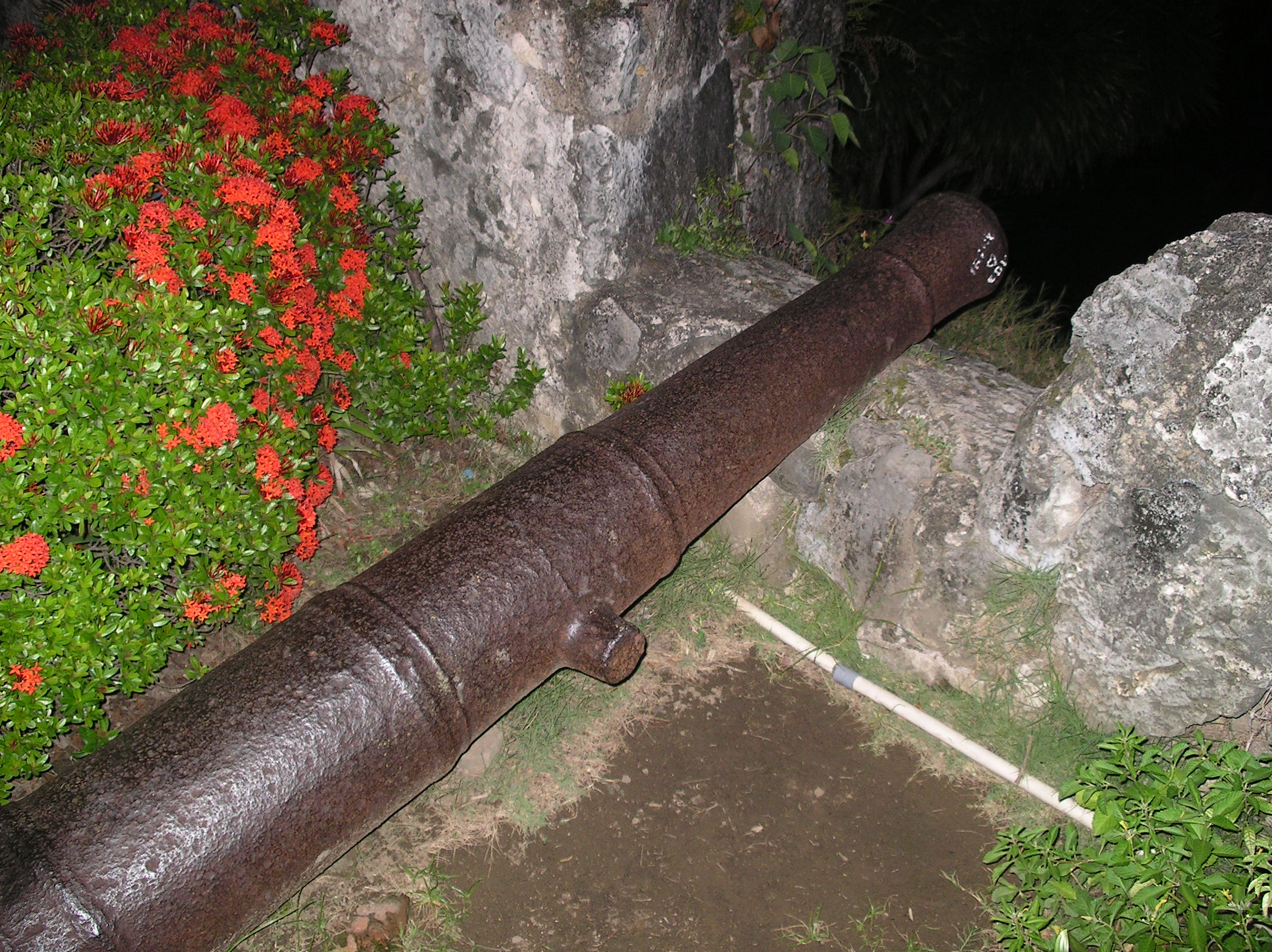
Батарея в форте Сан-Педро в Себу (Филиппины).
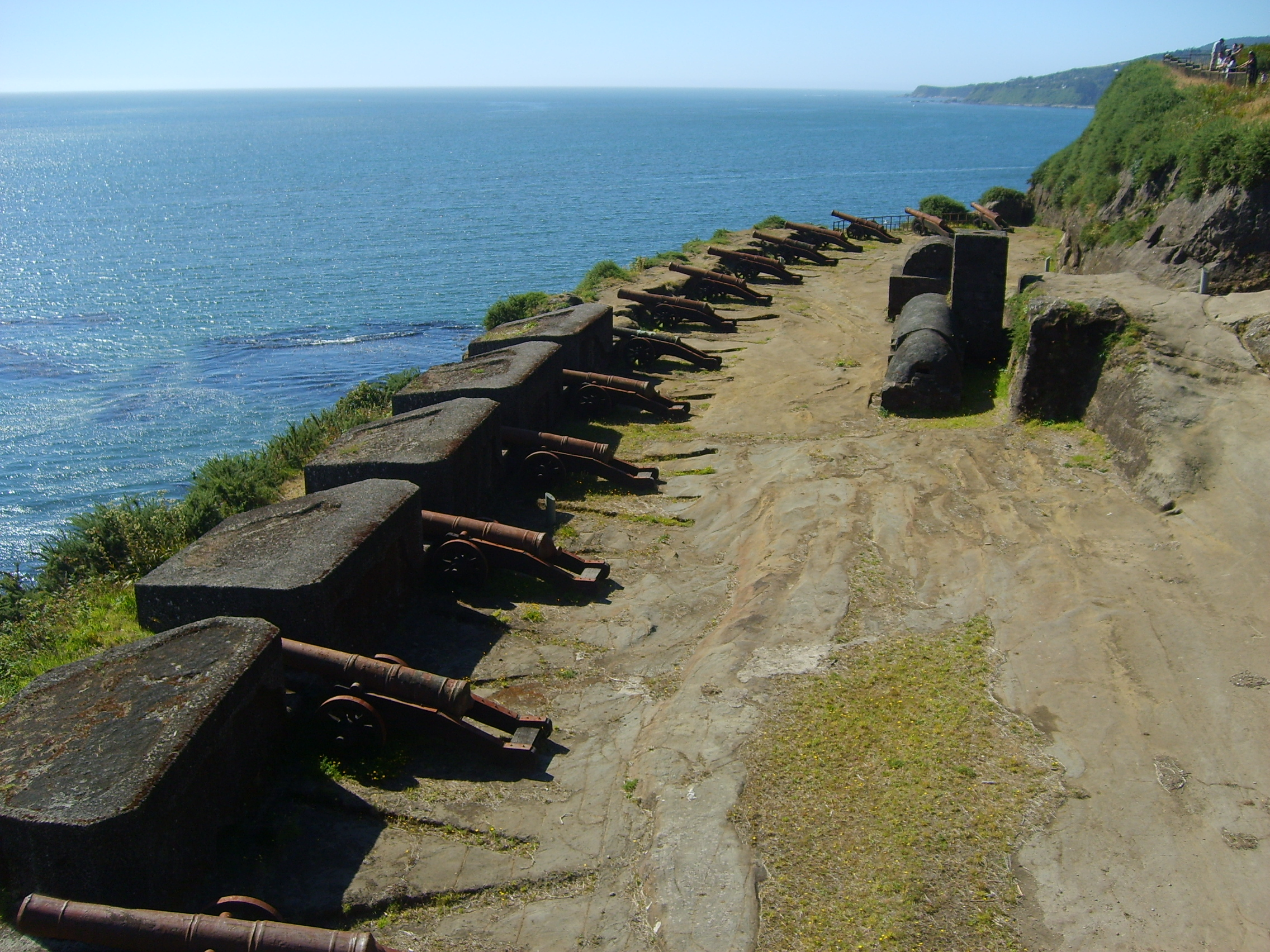
Форт Ньебла в Вальвидии (Чили).
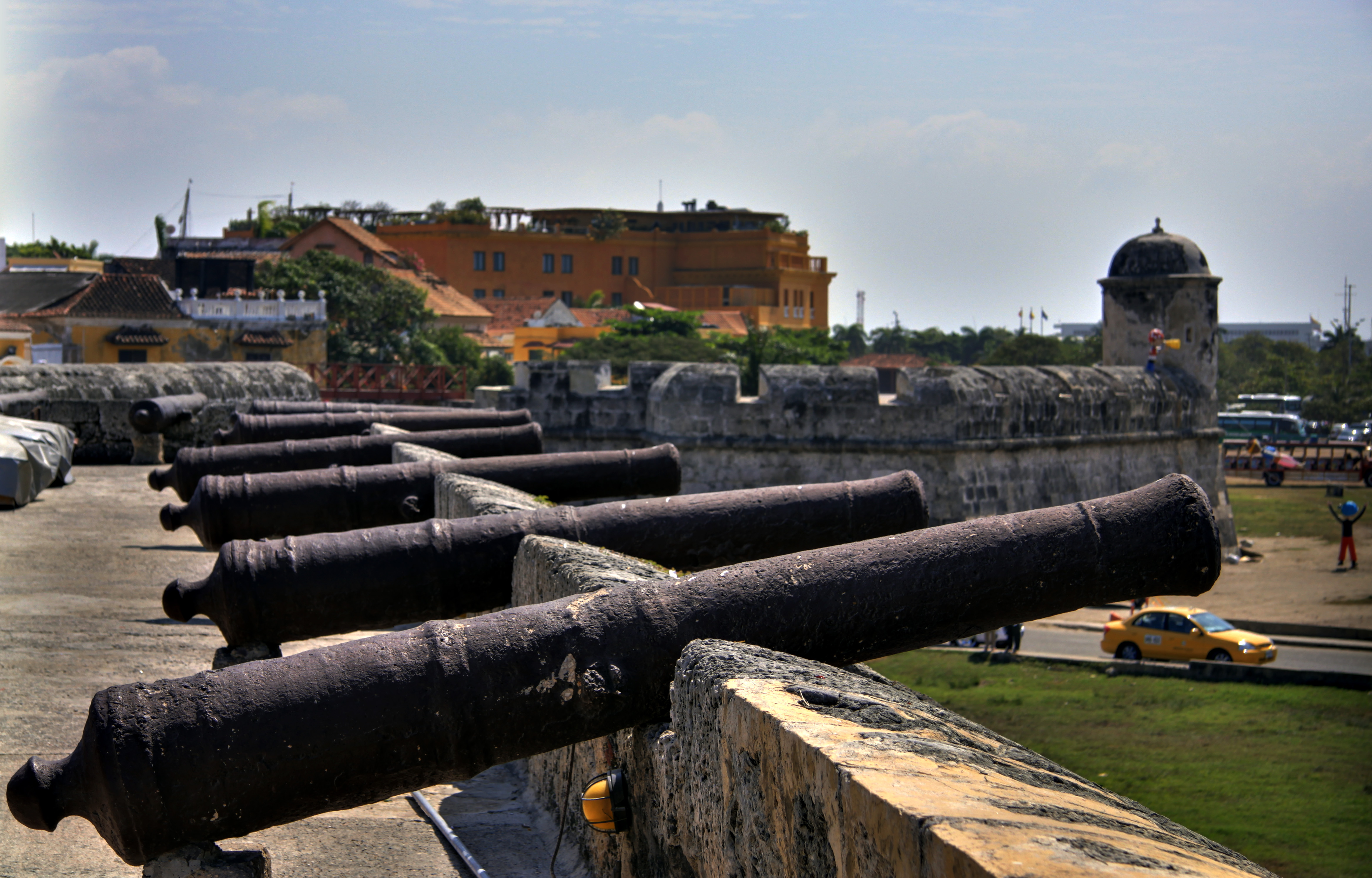
Картахена-де-Индиас (Колумбия).
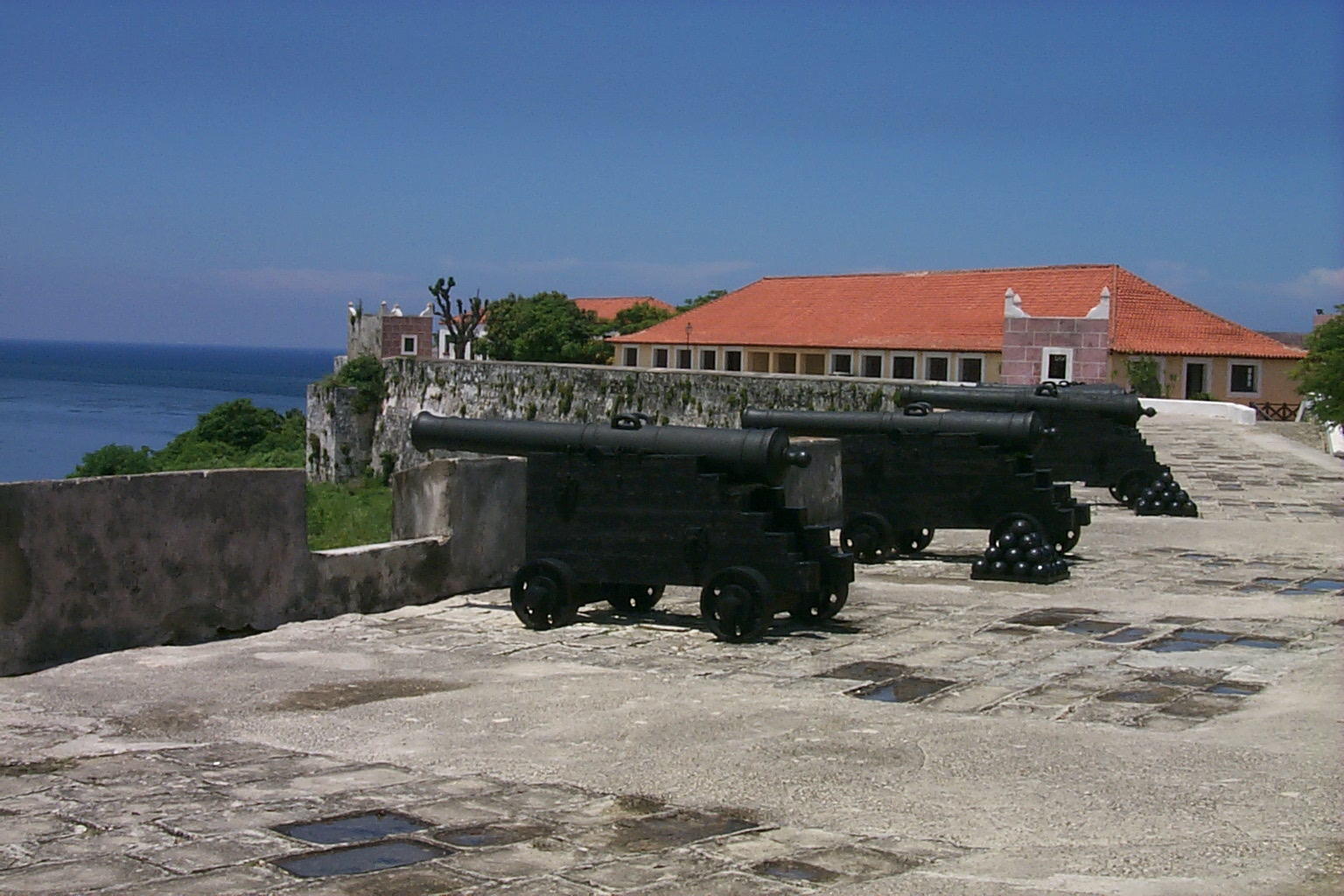
Крепость Эль-Морро в Гаване (Куба).
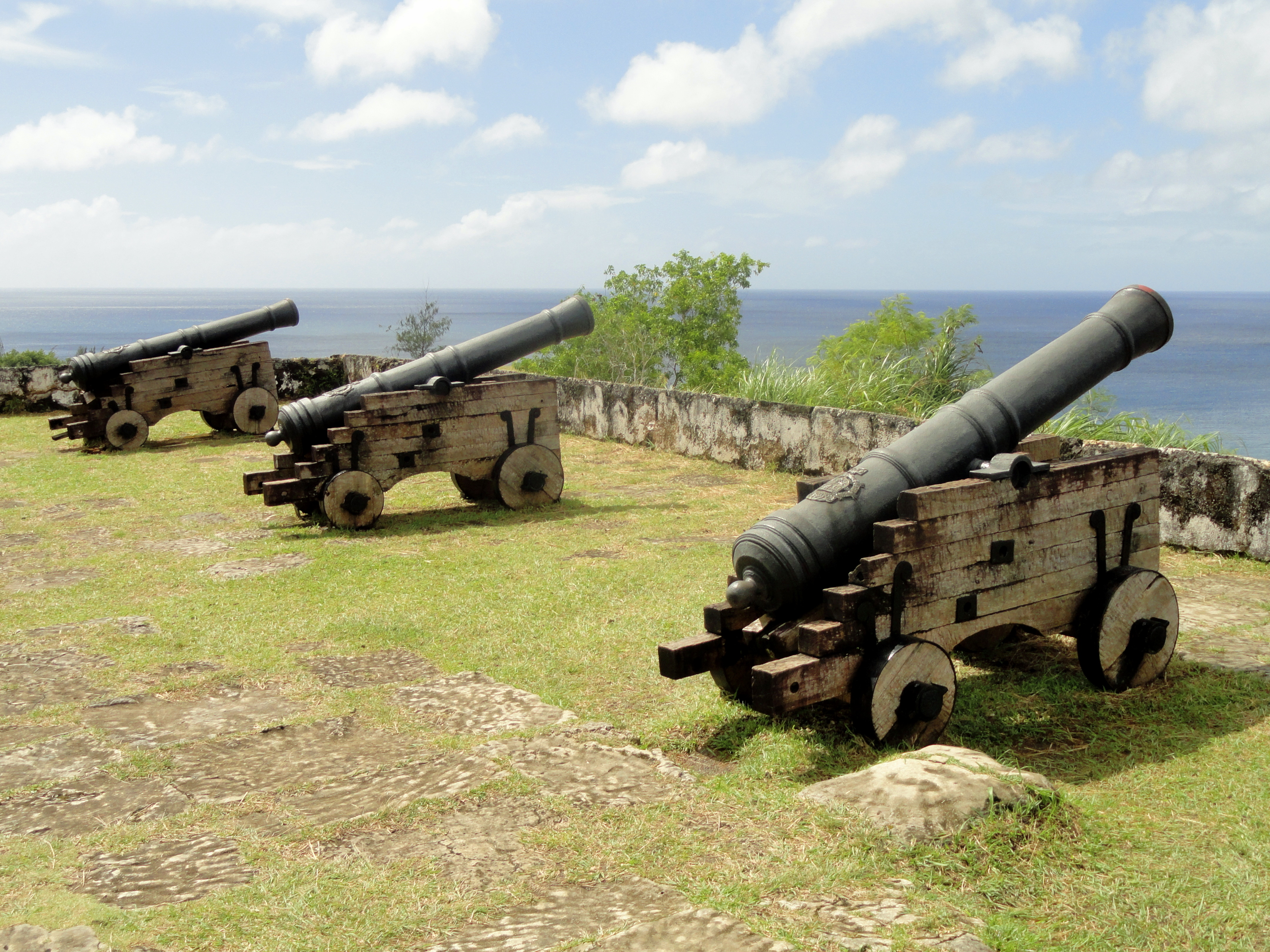
Форт Нуэстра-Сеньора-де-ла-Соледад на Гуаме (США).
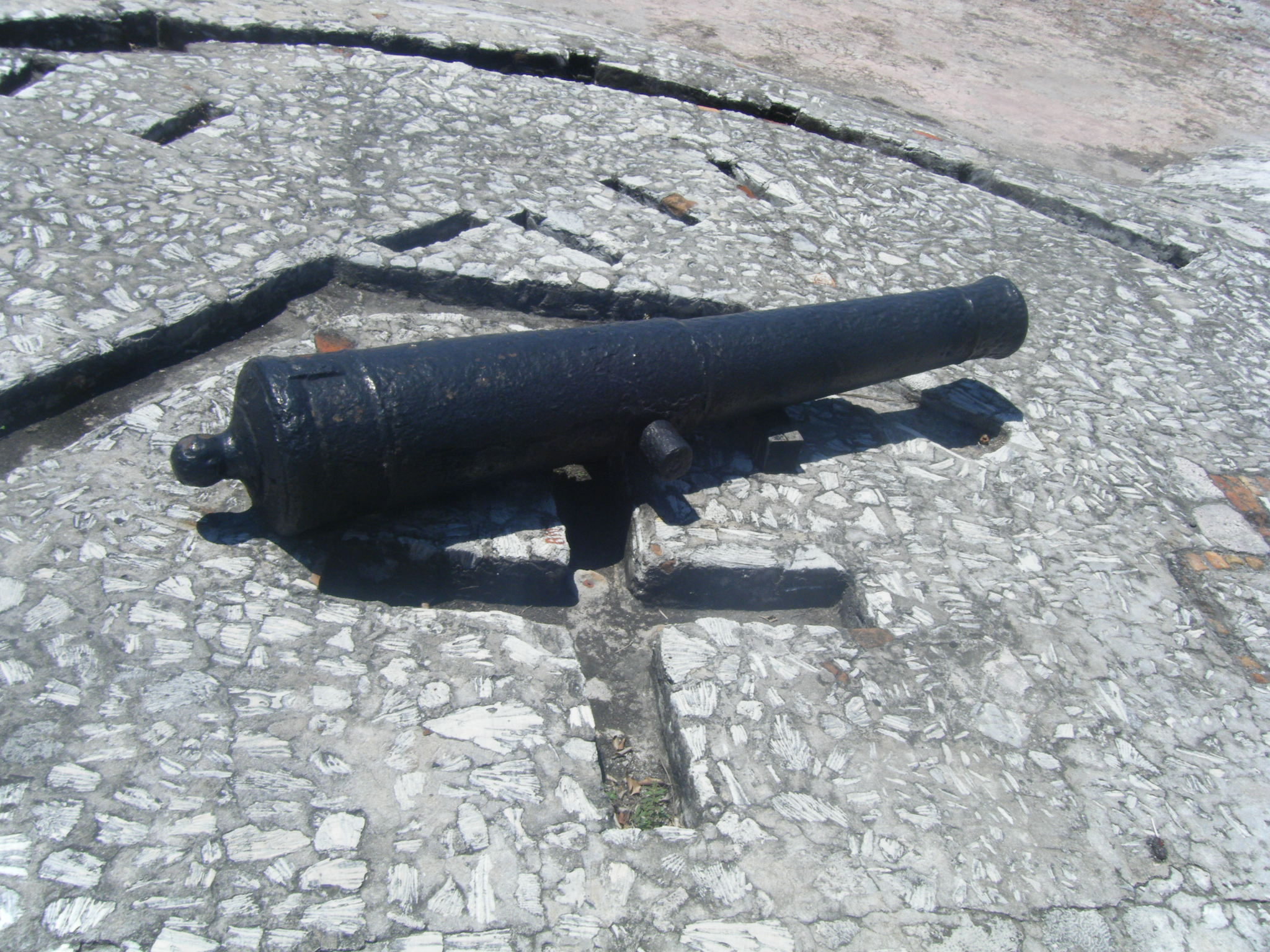
Крепость Сан-Хуан-де-Улуа в Веракрусе (Мексика).
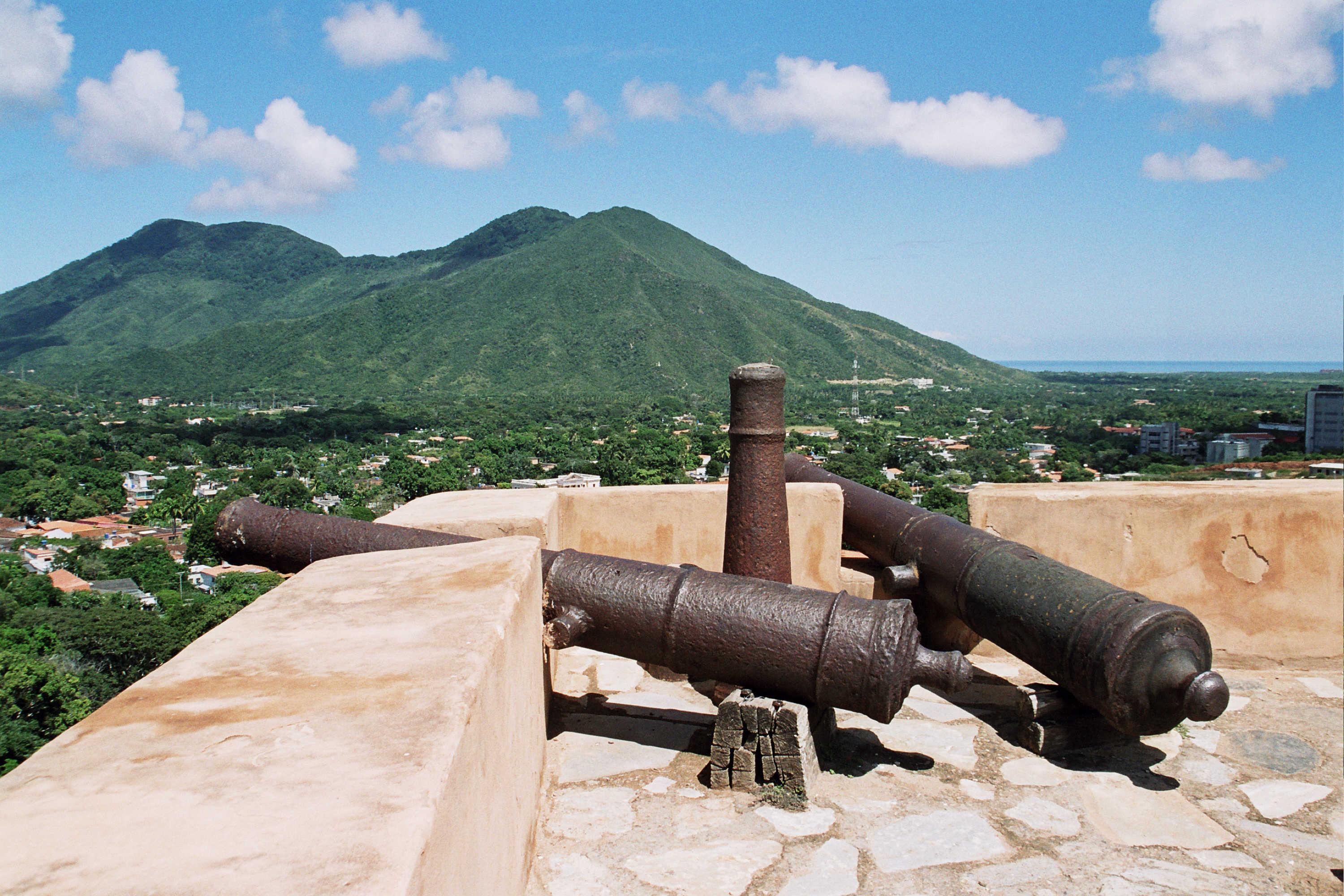
Крепость Санта-Роса на острове Маргарита (Венесуэла).
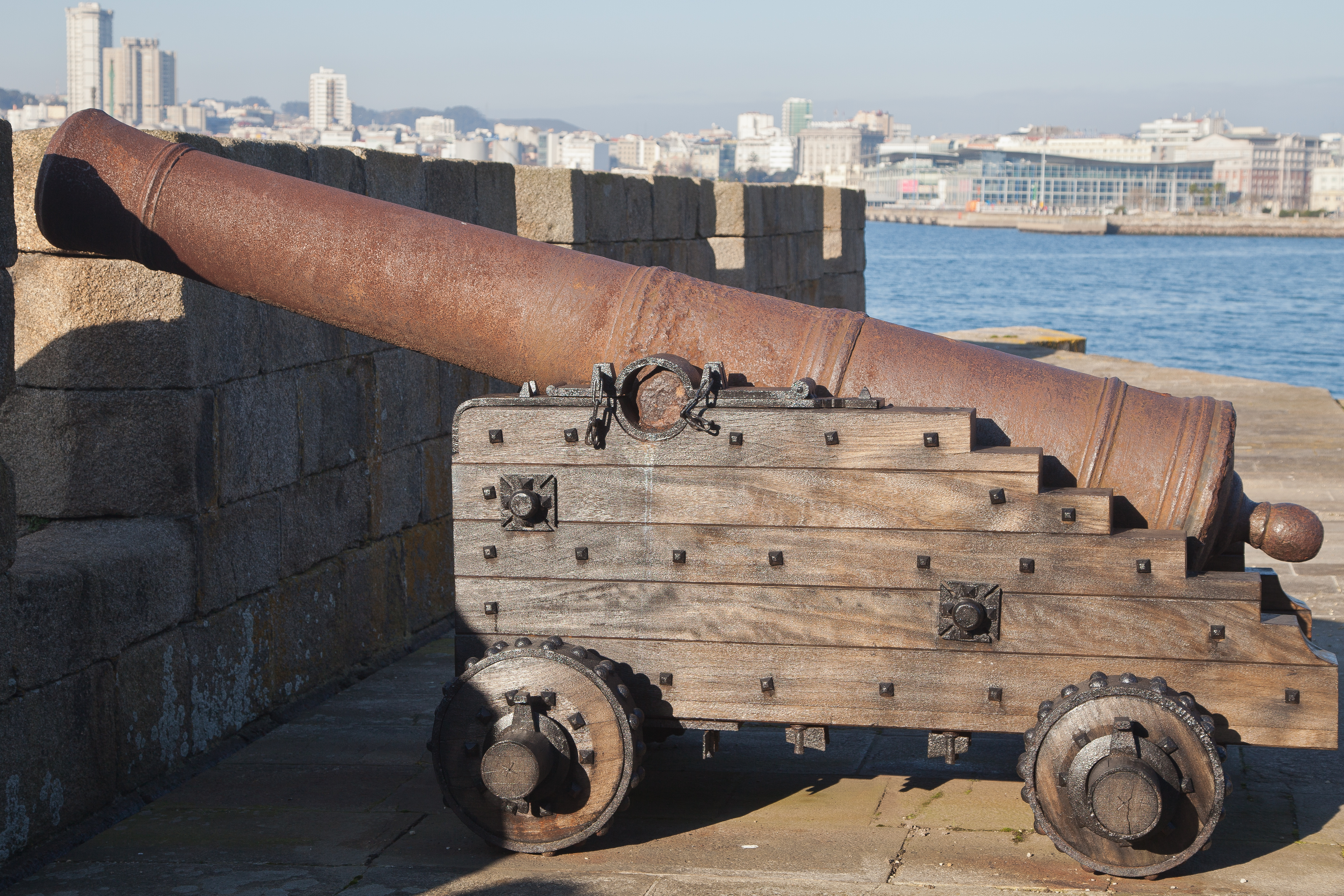
Крепость Сан-Антон в Ла-Корунье (Испания).
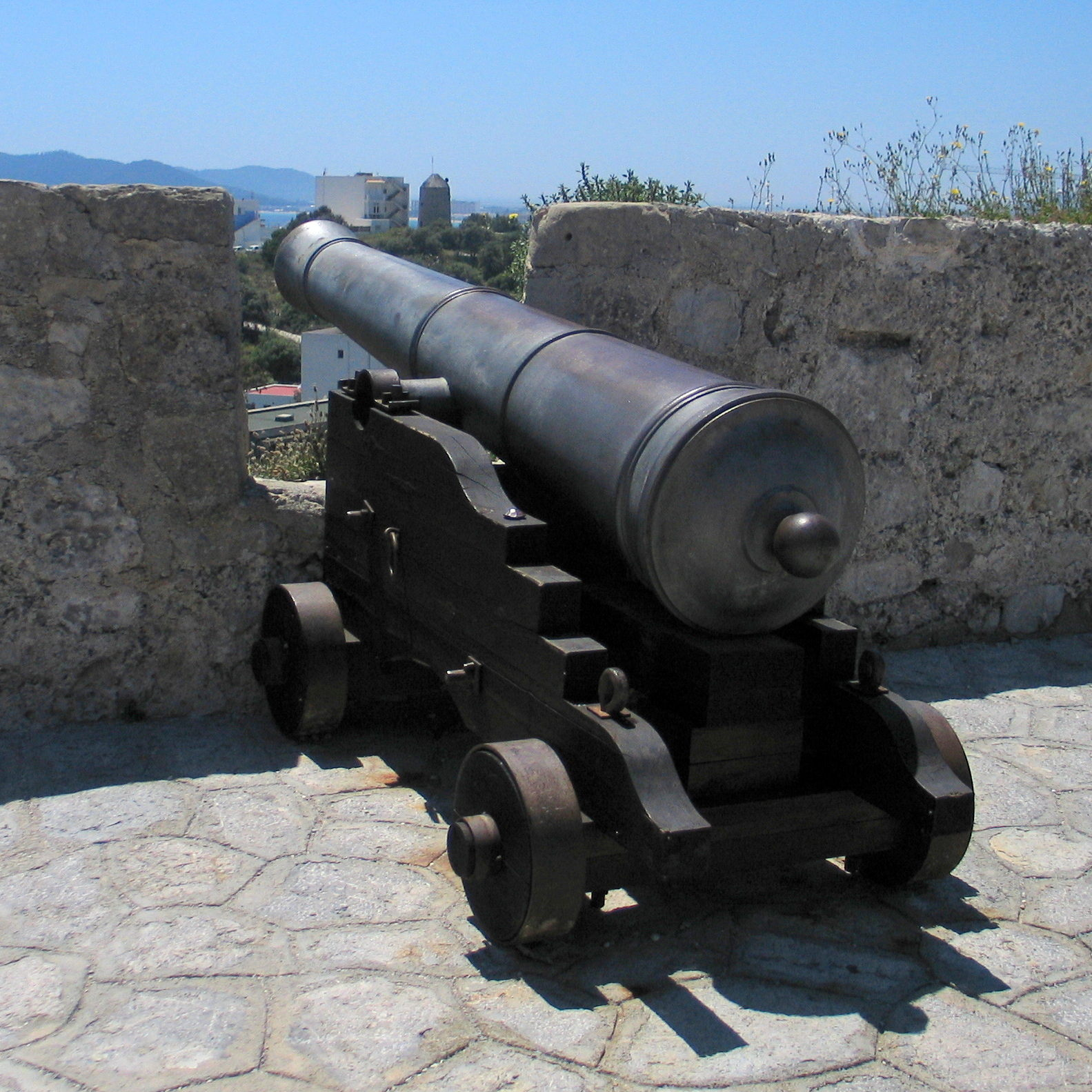
Дальт-Вила в Ивисе (Испания).
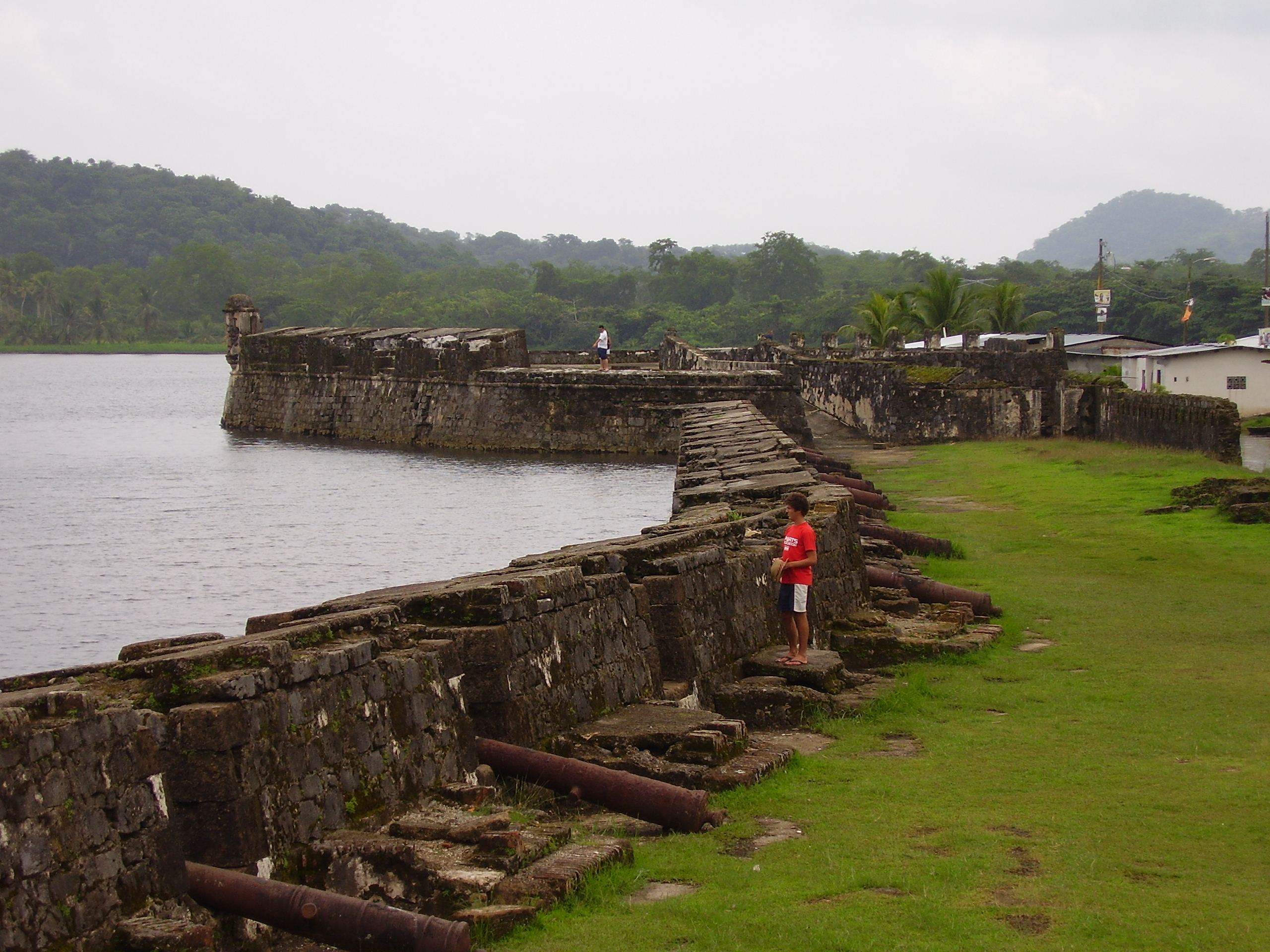
Крепость Сан-Херонимо в Портобело (Панама).
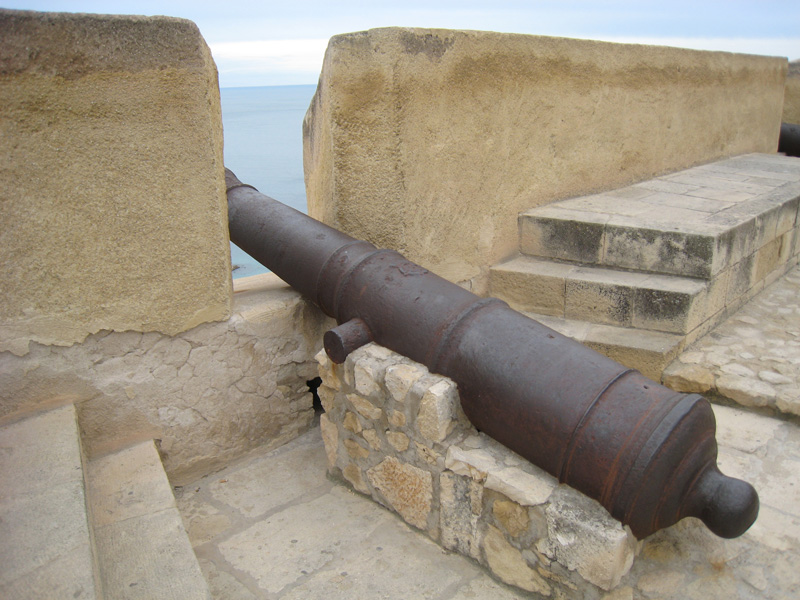
Крепость Санта-Барбара в Аликанте (Испания).
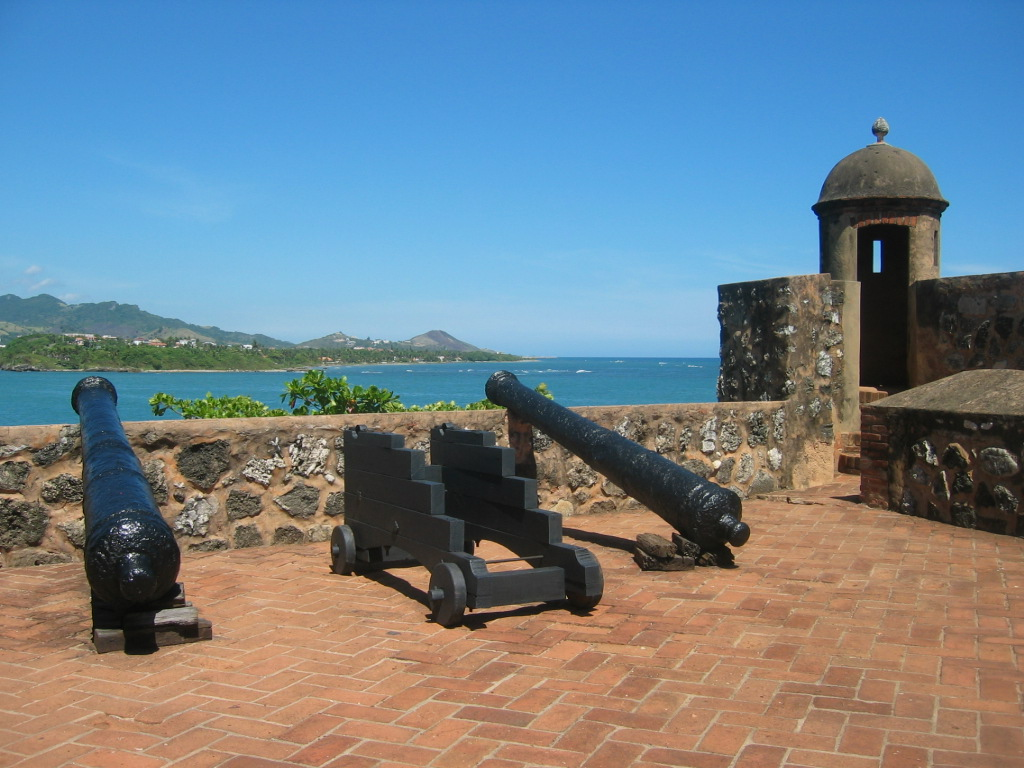
Форт Сан-Фелипе в Пуэрто-Плате (Доминиканская Республика).
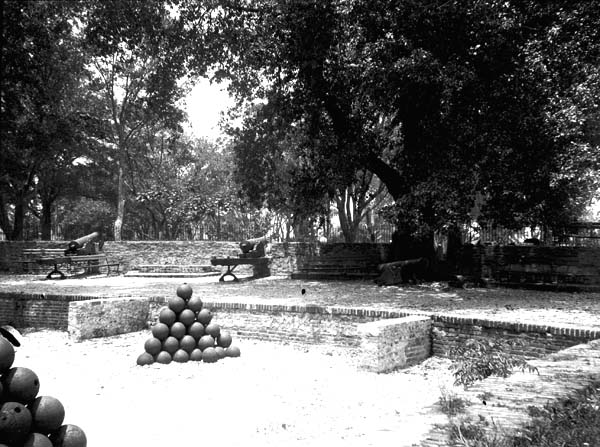
Испанский форт в Новом Орлеане (США).

## Хронограмма событий

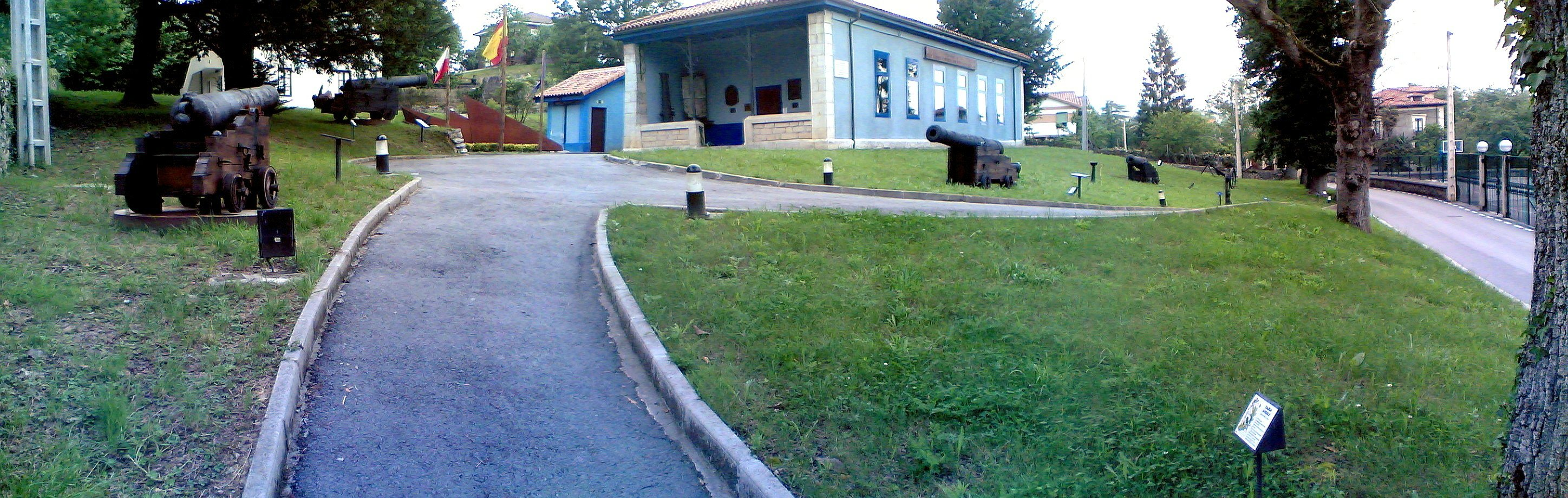
Панорама Музея Королевского артиллерийского завода в Ла-Каваде.

### Сноски
1. ↑  Пишет Хосе Алькала-Самора, что в те времена и вплоть до Наполеоновских войн на всего лишь один военный корабль загружалось большее количество пушек, чем то, которым располагала целая армия, и даже после этого периода вся артиллерийская мощь армии из 100 000 человек не превышала той, которой располагал один трехпалубный линейный корабль.
2. ↑  Британский историк и испанист Джеффри Паркер подчеркивает в своей книге «Военная революция», что с 1650-х годов едва ли были войны в Европе, которые бы не переходили на борьбу за власть над морями и за владения и влияние на заморских территориях. И в этом тоже сказалась «военная революция».
3. ↑  Европейские корабли, в частности, испанские, изначально использовали тактику ближнего пушечного боя, после которого они переходили на абордаж — т. н. «Война по-испански[исп.]». Перемены в войне на море привели к использованию артиллерии для дальнего обстрела вражеских судов, тактика которую испанские моряки с сарказмом прозвали «изящной войной»
4. ↑  Основную выгоду извлекает из этих перемен Армада, так как именно она получает большее количество орудий, в то время как армия, не так интенсивно использующая артиллерию, продолжает приобретать дорогие и легкие бронзовые пушки
5. ↑  TVE en Cantabria. Documental sobre la Real Fábrica de Artillería de La Cavada (исп.) (2006). Дата обращения: 30 мая 2007. Архивировано 12 ноября 2015 года.
6. ↑  Средний вес одной пушки колебался от одной до трех тонн.
7. ↑  Согласно Алькале-Саморе, первые цехи Льерганеса занимали площадь размером 7700 м². Завод Ла-Кавады занимал 44500 м² и к этому надо прибавить объект, расположенный в Вальделасоне, площадью 8800 м², где происходила обработка стволов и испытывались орудия.
8. ↑  Основным источником железа являлись рудники, расположенные на Пенье-Кабарге, на горе Висмайе под Энтрамбасагуас и в долине Соморростро.
9. ↑  Договор от 9 июля 1622 года, описанный Алькалой-Саморой.
10. ↑  Эти первые две доменные печи стали важным технологическим нововведением в металлургической промышленности Испании, которая на тот момент ограничивалась кузничными цехами.
11. ↑  В начале XVII века под названием «Фландрия» подразумевались все центральноевропейские владения испанской Короны — Бельгия, Люксембург, Нор-Па-де-Кале, Лимбургское герцогство. В настоящее время делается различие между Фламандским регионом на севере Бельгии и Валлонским на юге.
12. ↑  В период Новой истории земли современного муниципалитета Риотуэрто принадлежали к мериндаду Трасмьера и делились на два консехо — Риотуэрто вокруг прихода Сан-Хуан-Баутиста и Рукандио вокруг прихода Санта-Мария-Магдалена. Оба консехо входили, при этом, в хунту Кудейо.
13. ↑  Книга Хосе-Мануэля Масы Усле «Королевский артиллерийский завод в Ла-Каваде: Льерганес. Ла-Кавада. Вальделасон» описывает некоторые разногласия с жителями Риотуэрто во время строительства.
14. ↑  Завод чугунных боеприпасов в Кордуэнте, расположенный в сеньории Молина (Гвадалахара) и открытый Филиппом IV в 1640 году был призван выполнять аналогичную заводу Ла-Кавады роль, но на практике не выпускал крупнокалиберных орудий и ограничивался производством пуль, гранат и пушечных снарядов весом около 80 килограмм. Завод в Кордуэнте свернул производство после Войны за независимость.
15. ↑  Печи Ла-Кавады расплавили в сумме 300 000 тонн руды для изготовления 100 000 тонн чугуна. Эта отливка, результат сплавливания передельного чугуна, дает исключительно качественное (т. н. серое) железо, с наименьшим содержанием углерода.
16. ↑  . На эту тему маркиз де Энсенада писал 26 июня 1748 года: Железные заводы Ла-Кавады и Льерганеса в Ла-Монтанье славились на всю Европу, так как материал французских, голландских, английских и немецких фабрик был слишком хрупок, их пушки были не так выносливы и взрывались, тогда как здешние отличались от бронзовых только в меньшей долговечности, а в остальном были такими же мягкими и упругими, как те.— Сенон де Сомодевилья-и-Бенгоэчеа, маркиз де Энсенада
17. ↑  Депеша интенданта ВМС Франсиско Нуньеса Ибаньеса, в которой сообщается о королевском приказе (Буэн-Ретиро, 19 декабря 1755), по которому Хоакину де Оливаресу, маркизу Вильякастильскому, жалуется постоянная привилегия на производство орудий и снарядов на заводах Льерганеса и Ла-Кавады, а также привилегия на добычу древесины в радиусе 5 миль для снабжения вышеуказанных заводов.
18. ↑  Количество пушек на военных кораблях первого разряда также растет от 30, 40 или 60 орудий в 1630 до 74, 90 ó 120 в первой трети XVIII века, согласно Хосе Алькале-Саморе.
19. ↑  . Так называемые «жуки», выемки внутри ствола, опасные тем, что в них могли задерживаться остатки огня, которые воспламеняли порох при новой засыпке.
20. ↑  Тысячи орудий закупались на Carron Company Ironworks[англ.] (Каррон, Шотландия) — заводе, на котором производились и с которого поставлялись ВМС многих европейских стран пушки очень хорошего качества, изготовленные с помощью плавки каменного угля, как пишет Хуан Торрехон Чавес в своем труде La Artillería en la Marina española del siglo XVIII.
21. ↑  Хуан Торрехон Чавес в своем труде La Artillería en la Marina española del siglo XVIII описывает этот тип орудий, который берет свое название от объекта, на котором он был разработан — Carron Company Ironworks, и состоит в короткоствольных пушках, ствол которых был полностью цилиндричным, но заканчивался полукругом с меньшим диаметром. Преимуществами этих орудий было то, что они занимали меньше места, обслуживались меньшим количеством солдат, были быстры и просты, расходовали меньше пороха, располагали системой наводки и были значительно эффективнее. Карронады являлись очень эффективным типом оружия на коротких расстояниях и наносили серьезный урон вражеским суднам выше ватерлинии, у надводного борта. Согласно некоторым экспертам, отсутствие карронад на большинстве испанских кораблей, участвующих в Трафальгарском сражении, сыграло немалое значение в поражении французско-испанской эскадры.
22. ↑  По этому вопросу интересно обратиться к труду профессора географии Кантабрийского университета Хосе Сьерры Альвареса, который описывает всю историю этого проекта, от первых контактов с Вольфгангом Мухой, которые завершились его наймом со стороны Испании, до строительных работ и сопротивление, которое они нашли.
23. ↑  Historia de una empresa siderúrgica española: Los Altos Hornos de Liérganes y La Cavada, 1622—1834, стр. 53
24. ↑  В фонде Imago Hispaniae Генерального архива Симанкас хранится карта 1773 года, на которой указана территория, на которую распространялись привилегии Королевского завода. Карта размещена также в сети Интернет (недоступная ссылка).
25. ↑  Считается, что около десяти миллионов деревьев было вырублено и около 150 000 га гор обезлесено в поисках древесного угля. Крупные дубовые массивы, которые окружали завод, так и не смогли восстановиться от вырубок.
26. ↑  El resbaladero de Lunada Архивная копия от 6 мая 2016 на Wayback Machine Ignacio López. Boletín núm. 10 del Museo de las Villas Pasiegas.
27. ↑  Известно, что в 1718 году были выданы привилегии на эксплуатацию лесных ресурсов, которые подтверждались в 1726, 1738 и 1747 гг. В Историческом архиве Кантабрии хранится, например, досье 1742 года под названием Приказ Хуана-Хосе де Ребольяра де ла Кончи, судьи-хранителя королевских артиллерийских заводов Льерганеса и Ла-Кавады, по которому запрещается вырубать деревья и устанавливается наблюдение за использованием вырубленных для нужд указанных заводов.
28. ↑  Historia de una empresa siderúrgica española: Los Altos Hornos de Liérganes y La Cavada, 1622—1834, стр. 46
29. ↑  полреала тому, кто посадит дерево, но уже много лет, как никто не является за вознаграждением.
30. ↑  В 1797 году, внедрив вышеуказанное изучение кастильских гуманитарных наук, я получил два королевских приказа — от государственного и от морского министерств. Первым утверждалось продолжения строительства важного леонского пути, которое я предлагал в согласии с Генеральной депутацией княжества. По второму я должен был тайно осмотреть состояние гор Эспиносы и производство пушек в Ла-Каваде, а также железа в Харресуэле, Бискайя, которое изготовлялось для нужд того же завода; прилагалось объемное досье, секретно составленное морским ведомством, и указывалась необходимость проверить множество жалоб и прошений, поступающих от населения Эспиносы и касающихся урона, который им наносит вырубка леса и добыча древесины в тех горах, а также в Бискайской сеньории, в результате присвоения прав тем литейным заводам Его Величеством в Ла-Каваде, якобы противоречащим их законным привилегиям —
D. Gaspar de Jovellanos a sus compatriotas: Memoria en que se rebaten las calumnias divulgadas contra los individuos de la Junta Central y se da razón de la conducta y opiniones del author desde que recobró su libertad Архивная копия от 10 февраля 2007 на Wayback Machine.
31. ↑  В книге Jovellanos y la minería en Asturias Луис Адаро Руис-Фалько описывает его способности и обстоятельства его прибытия в Испанию.
32. ↑  Диего Прието, второй на фабрике, пишет Годою об опустошенных и лысых горах, которые нас окружают в письме 1802 года, которое приводит Хосе Алькала-Самора.
33. ↑  Хосе-Мануэль Маса Усье Архивная копия от 27 сентября 2007 на Wayback Machine считает, что именно большое наводнение 1801 года спровоцировало окончательный развал завода.
34. ↑  Cantabria Económica. La fábrica que defendió un Imperio. (исп.) (5 октября 2006). Дата обращения: 15 апреля 2007. Архивировано из оригинала 28 сентября 2007 года.
35. ↑  В фонде Провинциального исторического архива Кантабрии хранится, например, документ 1836 года о внесении тюремного залога со стороны Аурелиано де ла Педраха, адвоката, в пользу его сестры Хуаны де ла Педрахи, проживающей в Риотуэрто, в деле краже железа с завода Ла-Кавады, возбуждённого против неё.
36. ↑  Viñetas del sardinero: relaciones Хосе Ортеги Мунильи.
37. ↑  В первом договоре на государственные поставки 1622 года, касательно ревностного хранения профессиональных знаний со стороны иностранных литейщиков, было написано, согласно Хосе Алькале-Саморе:

Они должны содержать, в обыкновенном порядке, на машинах и в конторах, уроженцев сих королевств, которых они будут обучать и преподавать им искусство и использование их, а также в литейных и других рабочих делах, и не должно быть уроженцев меньше половины от всех, кто там работает.
38. ↑  Историк Мар Диас Саис, в своем труде Historia de Cantabria пишет, что, в отличие от юга Испании, на севере количество аристократов было высоко и они мало чем отличались от простого народа. Около 50 % населения пользовалось каким-то титулом идальго. В Кантабрии эта цифра достигала 83 % в XVI и превышала 90 % около 1740 года. В Новейшее время, в Кантабрии, аристократический статус считать редкостью никак нельзя.
39. ↑  Форма была выполнена в красных, синих и золотых цветах, как рассказывает Хосе Бонифасио Санчес в своей книге «Historia y guía Geológica y Minera de Cantabria».
40. ↑  В переписи населения, которая хранится в Муниципальном архиве Медио-Кудейо, фигурируют некоторые документы, характеризующие положение прописанных. Ряд таких документов содержат сведения о привилегиях и статусе идальго некоторых фламандцев. Например, в документе 1705 года описывается исполнительный лист в пользу фламандцев, согласно которому они должны считаться жителями муниципалитета и быть прописаны как фламандцы, а не «печерос» (податное сословие), и Королевский приказ Его Величества 1794 года, по которому присуждается титул идальго потомкам фламандцев, работающих на Королевских артиллерийских заводах Льерганеса и Ла-Кавады.
41. ↑  Historia de una empresa siderúrgica española: Los Altos Hornos de Liérganes y La Cavada, 1622-1834, стр. 56
42. ↑  Королевские определения в Historia de una empresa siderúrgica española: Los Altos Hornos de Liérganes y La Cavada, 1622—1834, стр. 56
43. ↑  Одним из свидетельств является статья Arquitectura antigua: Las Neveras Архивная копия от 5 мая 2016 на Wayback Machine Вирхилио Фернандеса Асебо в Бюллетени № 5 Музея деревень Пасьегос, где таким образом описывается использование ледников на перевале Алисас:
...запросы на лед, которые поступали с пушечных заводов Льерганеса и Ла-Кавады, на которых всегда было большое количество пострадавших от ожогов и других пострадавших.
Одно из этих строений, согласно автору, находилось по координатам 43°17′57″ с. ш. 3°38′08″ з. д.HGЯO, неподалеку от местечка под названием Ла-Невера («ледник»). Другой ледник был построен поблизости от Ла-Кантольи, на месте, известном как Финьюмига, находящемуся по координатам 43°17′29″ с. ш. 3°44′14″ з. д.HGЯO.
44. ↑  В труде Хосе Сьерры Альвареса о лесосплаве по Мьере в Ла-Каваду упоминается запрос денежных средств на сооружение этого ограждения ввиду совершившихся краж.
45. ↑  Согласно разделу исторического наследия сайта газеты «El Diario Montañés» Архивная копия от 22 апреля 2016 на Wayback Machine до этой надписи на фронтоне изначально фигурировал королевский геральдический щит.
46. ↑  С 1622 по 1764 года пушки изготовлялись с помощью пустотелой отливки, а с 1764 по 1781, с помощью целой, то есть отливались целиком, а затем в стволах открывалось отверстие с помощью сверла.
47. ↑  La Artillería en la Marina española del siglo XVIII